# Cathédrale Saint-Pierre de Vannes
Cette  cathédrale n’est pas la seule cathédrale Saint-Pierre.
La cathédrale Saint-Pierre de Vannes est une cathédrale catholique située à Vannes, dans le département du Morbihan, en France. Siège du diocèse de Vannes, elle porte aussi le titre de basilique mineure. Elle est une des sept cathédrales étapes du Tro Breiz.
De style gothique, elle est élevée sur le site de l'ancienne cathédrale romane. Sa construction s'étend sur cinq siècles, du XVe au XIXe siècle, et si l'on inclut la durée d'existence de la tour-clocher romane conservée de l'ancien édifice, on arrive à une durée de construction de sept siècles. Dans son ensemble, l'édifice reste, malgré tout, fidèle à l'ancienne romane et comprend une nef accompagnée de dix chapelles latérales, un transept à bras inégaux, un chœur enveloppé d'un déambulatoire et en enfilade une chapelle axiale.

## Histoire

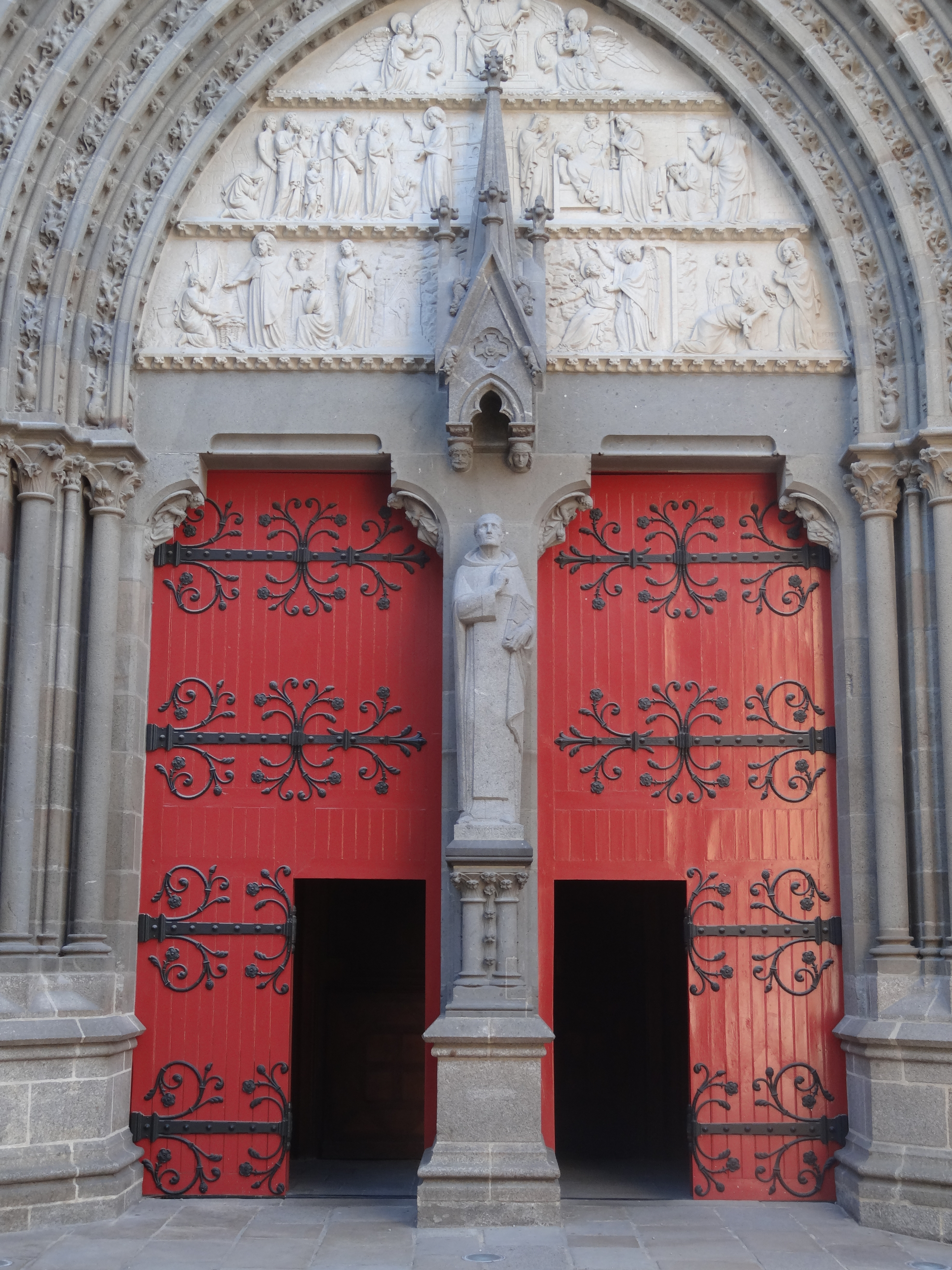
Le portail de la façade ouest.

En dépit de l'évocation dans le concile provincial de 465 de l'église de Vannes, les historiens ne savent pas si la modeste cathédrale de l'évêque Patern de Vannes existait alors sur son emplacement actuel. La première cathédrale de Vannes est détruite en 919 lors des invasions normandes en Bretagne, ces derniers massacrant son évêque Bili. Un groupe épiscopal de l'époque carolingienne se trouve probablement à son extrémité.
Une nouvelle cathédrale est construite vers 1020 par l'évêque de Vannes Judicaël de Vannes et son frère Geoffroi Ier de Bretagne, duc de Bretagne, dans un style roman mais on ignore si c'est au même emplacement. Faite de granit et s'apparentant probablement à l'abbaye Saint-Gildas de Rhuys, elle est continuellement modifiée par l'addition de nouvelles structures. Cette cathédrale est ainsi un édifice extrêmement composite, comportant notamment une nef flanquée de deux étroits bas-côtés et couverte de charpente. Les nombreux conflits féodaux bretons se chargent de la ruiner.
Selon la tradition à l'historicité inaccessible (en l'absence de sources), les évêques Rouaud de Vannes et Guéthénoc de Vannes réédifient à la fin du XIIe ou au début du XIIIe siècle une nouvelle cathédrale dont subsistent la base du clocher de style roman et quelques pans du chœur. Du reste de cette cathédrale romane, il n'est fait que de brèves allusions dans les archives du chapitre ou dans les comptes de la fabrique.
Le pèlerinage crée des pugilats homériques dans la ville à la fin du XIVe siècle. Le clergé de l'église Saint-Patern de Vannes et les chanoines de la cathédrale se disputent le droit de présenter les reliques de saint Patern de Vannes (considéré comme un des sept saints fondateurs de la Bretagne), de recevoir les vénérations, et donc les offrandes des paroissiens et des pèlerins. Au XVe siècle, si la seigneurie ducale exerce sa juridiction sur la moitié de la ville, le pouvoir épiscopal reste fort : les chanoines exercent leur juridiction sur le quart de la ville, l'évêque sur 20 %. Les conflits sont nombreux entre l'ordre franciscain présent à Vannes et le chapitre de la cathédrale autour des droits et des offrandes perçus à l'occasion des enterrements des habitants de la cité et des faubourgs qui privilégient comme dernière demeure le couvent des Frères mineurs.
La reconstruction en style gothique décidée par l'évêque Yves de Pontsal se fait aux XVe et XVIe siècles, entre 1454 et 1520. Elle est rendue nécessaire du fait que l'ancien sanctuaire est devenu trop petit pour faire face à l'affluence des pèlerins qui se pressent autour du tombeau de saint Vincent Ferrier, mort à Vannes en 1419, enterré dans le chœur de la cathédrale et canonisé en 1455 par le pape Calixte III. Le saint est proclamé patron de la ville et les offrandes des pèlerins venus se recueillir sur son tombeau permettent de reconstruire la nef de 1456 à 1475, le porche de 1484 à 1494 et les transepts dans les années 1500–1520. De cette époque datent la nef consacrée en 1499, le croisillon sud entrepris en 1504, le carré du transept en 1516, et le porche du croisillon nord achevé en 1520. Ce porche comprend, suivant la coutume bretonne, douze niches destinées à recevoir les statues des 12 apôtres. En 1537, est construite une chapelle ronde à deux étages, la chapelle du Saint-Sacrement, joyau de style Renaissance, accolée à la façade nord du transept, au niveau de la cinquième travée.
La tour nord est la principale structure héritée de l'ancienne construction romane. Les voûtes et le chœur ne sont construits qu'au XVIIIe entre 1771 et 1774. Enfin la tour sud et la façade occidentale avec son porche datent du milieu du XIXe siècle.
| \| 1 2 3 4 5 6 7 8 9 10 11 12 13 14 15 16 17 18 19 Entrée Le chœur \| |
| 1 2 3 4 5 6 7 8 9 10 11 12 13 14 15 16 17 18 19 Entrée Le chœur       |

Dans la seconde moitié du XIXe siècle, l'évêque de Vannes Jean-Marie Bécel procède à la « recharge sacrale » de la cathédrale en l'affilant à la basilique majeure Saint-Pierre de Rome en 1870. Le pape Pie IX proclame ainsi l'érection de la cathédrale en basilique mineure le 5 juin 1870. Le fait que cette église porte le titre de basilique est peu connu car en tant qu'église-mère du diocèse, celui de cathédrale le supplante d'emblée.
L'ensemble de la cathédrale est classé monument historique en 1906.
Au XXe et XXIe siècles, la cathédrale fait l'objet de nombreuses restaurations : restauration des grandes orgues en 1985, de la façade occidentale de 2002 à 2004, du chœur en 2003, de l'extérieur de la chapelle axiale de 2006 à 2007, installation d'un chauffage par le sol en 2008, restauration de la tour Renaissance de 2009 à 2010, du déambulatoire de 2009 à 2010, de l'intérieur de la chapelle axiale de 2010 à 2012, rénovation de la charpente en décembre 2010, réfection de la toiture en 2011, clocher de style roman à gauche, restauré en 2014,.
Au début des années 2020, l’État a entrepris de grands travaux de restauration dans la cathédrale de Vannes. Elle était la dernière des quatre cathédrales bretonnes à n’avoir pas été restaurée.  Le plan de restauration est piloté par la Direction Régionale des Affaires Culturelles (DRAC).
Au cours des années 2022 à 2024, les transepts nord et sud ainsi que l’arrière-chœur ont été entièrement restaurés : reprise minutieuse de la maçonnerie avec re-jointoiement ou remplacement des pierres abîmées, puis badigeonnage à la chaux. Boiseries, statues et autels ont également fait l'objet d'une rénovation délicate pour redonner une beauté inédite à ces trois espaces.
Une tranche de travaux supplémentaires a commencé en janvier 2025. Elle concerne la nef et les chapelles latérales et durera jusqu’en 2027.
Durant cette dernière phase, la cathédrale est fermée au culte liturgique. Tous les offices sont transférés à la chapelle Saint-Yves (près de la Mairie de Vannes), à l'exception des deux messes du dimanche matin dans la grande chapelle gothique du Lycée Saint-François-Xavier.

## Architecture

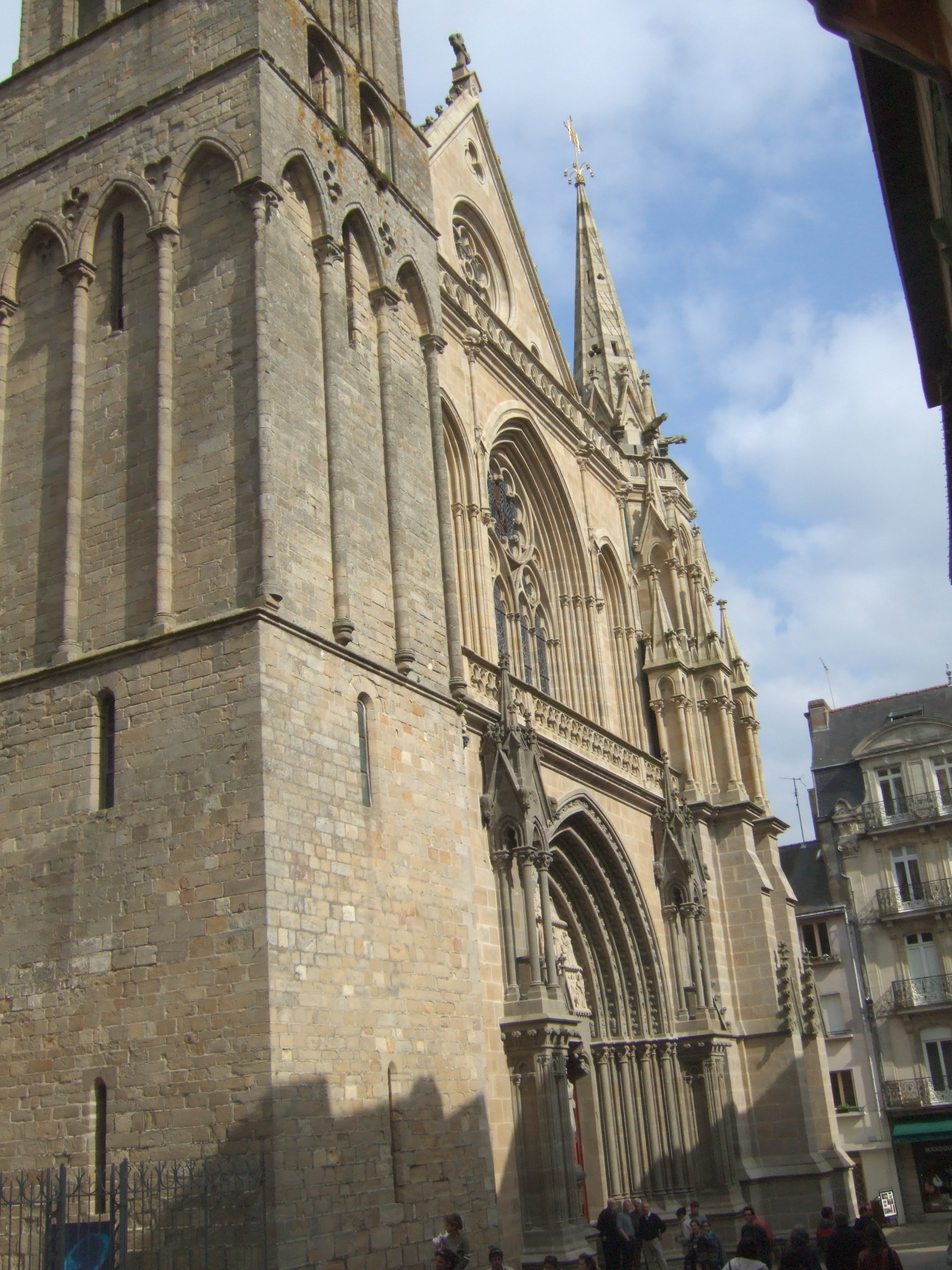
La cathédrale de Vannes, avec son clocher de style roman à gauche.

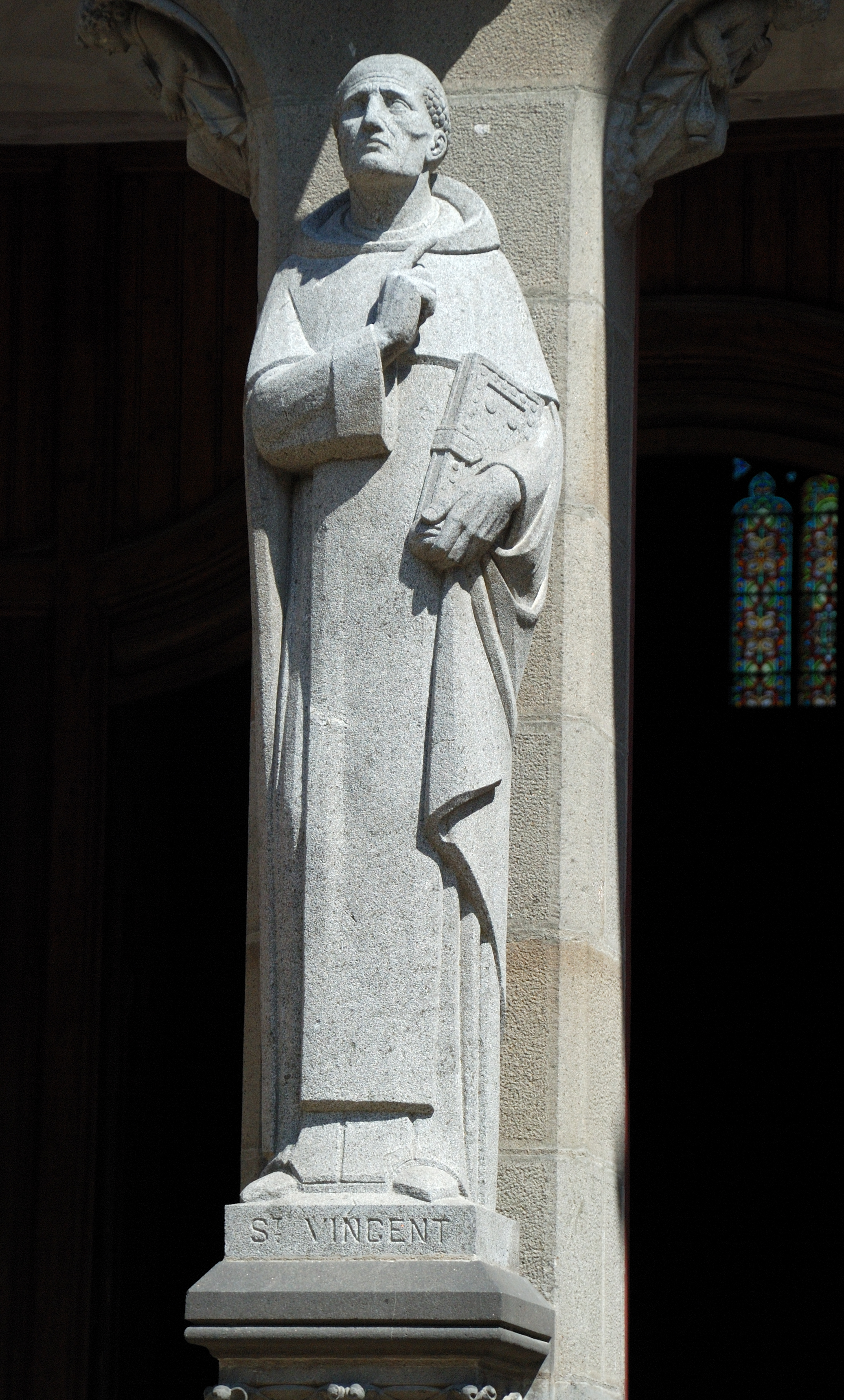
La statue de saint Vincent Ferrier, à l'extérieur de la cathédrale.

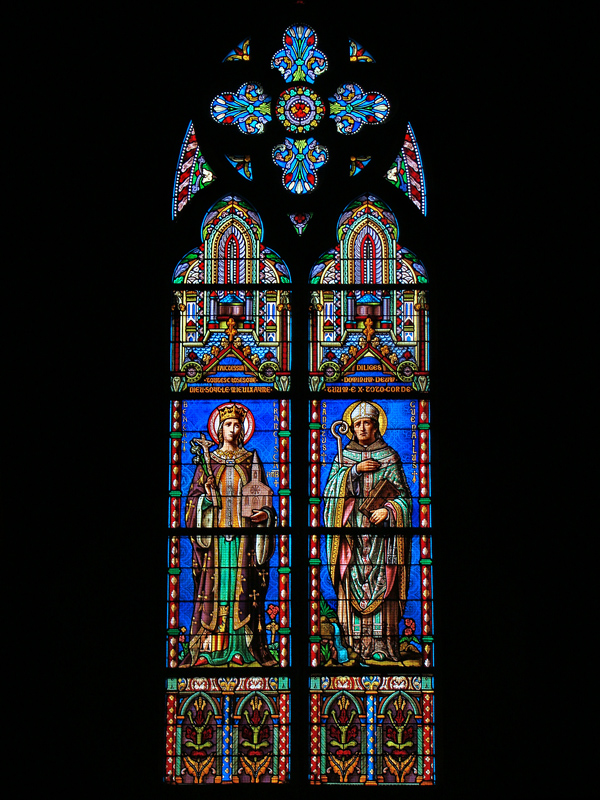
La chapelle Saint-Gwenaël.

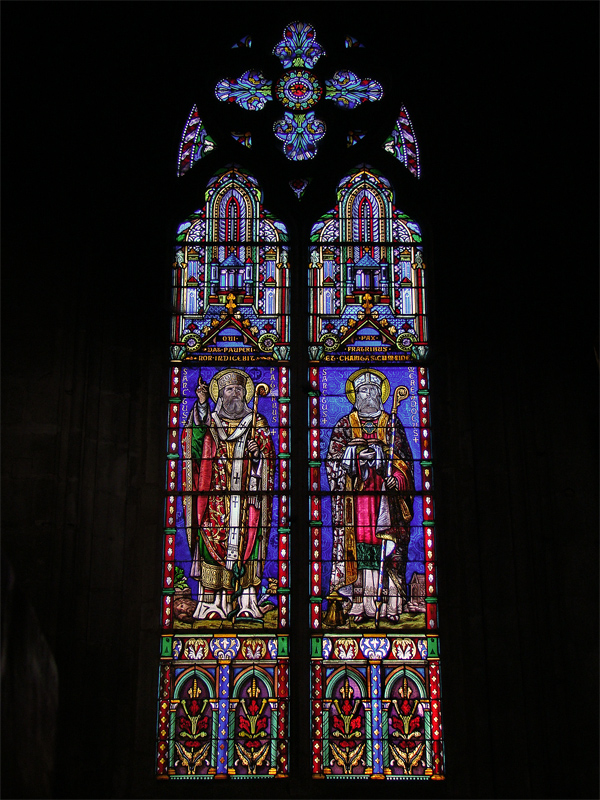
La chapelle Saint-Mériadec-et-Saint-Patern.

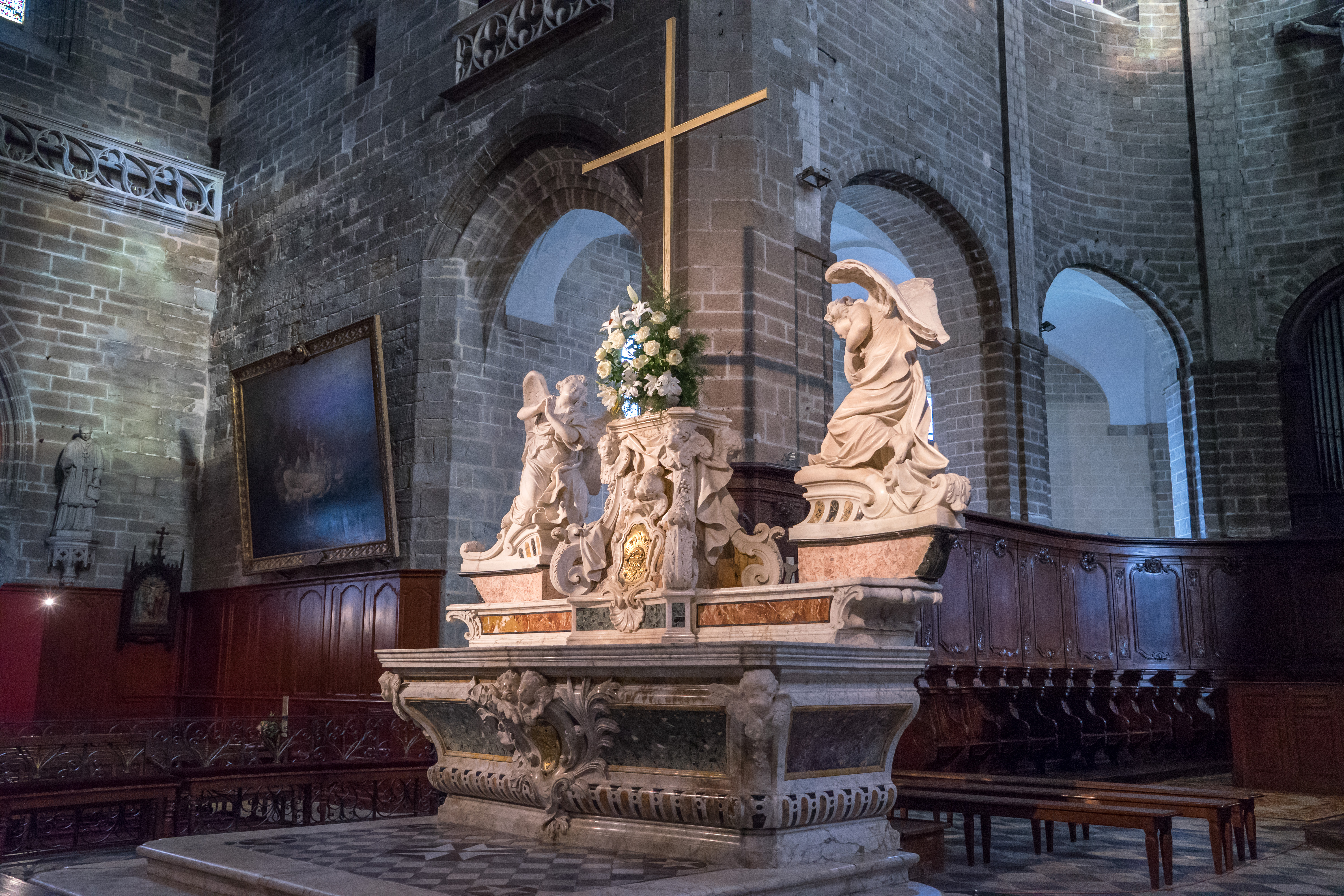
Le maître-autel.

### Dimensions
La nef fait une longueur de 47 mètres et une largeur de 13 mètres. La longueur totale de l'édifice est de 110 mètres, ce qui fait de lui le plus long parmi les cathédrales de Bretagne. La voûte de la nef et du transept mesure presque 21 m de haut.

### L'extérieur
La façade occidentale, restaurée entre 1868 et 1876, est de style néo-gothique. Elle se divise en trois étages délimités par des galeries. Au bas, le portail remplaçant le porche flamboyant, est en arc brisé, à multiples voussures. Il enveloppe un tympan sculpté (représentations de scènes de la vie de saint Pierre et de saint Vincent Ferrier) et deux portes séparées par un trumeau auquel s'adosse la statue presque en ronde-bosse du dominicain saint Vincent Ferrier. Au-dessus, la grande fenêtre à rosace est accostée de deux arcades aveugles et, au sommet, le pignon percé d'une rose rose centrale et orné d'une corniche à balustrade. Cette façade est flanquée au nord d'une tour-clocher dont la base, de style roman, est nue depuis la disparition des maisons en appentis. La tour est surmontée d'un étage orné de hautes arcatures brisées sur colonnettes à chapiteaux à palmettes simples, d'un intermède aveugle, de la chambre des cloches aux arcatures munies d'abat-sons et enfin de la courte flèche octogonale (rebâtie en 1825 car abattue par la foudre le 19 février 1824) cantonnée de quatre clochetons. Au sud, elle est flanquée d'une tourelle réalisée au XIXe siècle. Sa base est formée de robustes contreforts, d'un étage orné d'un réseau de gables, d'une balustrade et d'une haute flèche à pans.
La façade nord s'ouvre sur le jardin du cloître (avec des ruines de ce dernier du XVIe siècle), ainsi que sur la rue des chanoines, grâce au beau porche dit des chanoines qui termine le croisillon nord du transept en style gothique tardif (1514), et décoré des 12 niches correspondant aux statues des douze apôtres. Des contreforts à pinacles renforcent les murs des chapelles et de la nef et sont reliés par des arcs-boutants.

### L'intérieur
Le plan retenu est celui des basiliques romaines primitives, sans vaisseaux collatéraux nord et sud. Ceux-ci sont remplacés par deux séries de cinq chapelles donnant sur le vaisseau central. Les chapelles de la première travée sont inexistantes car occupées par les deux tours.
La nef s'étend sur six travées dont la première constitue le narthex. Achevée en 1475, elle est couverte d'une charpente de bois construite vers 1479–1480. Cette charpente a une architecture en chevron formant ferme (chevrons en chêne de quatorze mètres). Devant recevoir une voûte de pierre, elle est, sans doute faute de financement, remplacée par une charpente d'un lambris de lattes de bois en 1626–1627 (lattes constituées de bois de tonneaux démontés, des bois de merrain).
L'évêque de Vannes, Charles-Jean de Bertin, fait réaliser la voûte d'arêtes actuelle en pierre de tuffeau et en brique, en 1769 pour la nef, et en 1770 pour le transept, ce qui cache la charpente ancienne lambrissée.
La cathédrale n'offre pas moins de dix retables en pierre et marbre réalisés aux XVIIe et XVIIIe siècles, dont celui du maître-autel exécuté en 1736 par le maître sculpteur vannetais Jean Lescornet, et le retable baroque en marbre et stuc, comportant trois statues de saint Patern de Vannes, saint Vincent Ferrier et saint Gwenaël en terre cuite polychrome dans la chapelle du Chapitre (appelée aussi chapelle axiale de Notre-Dame-de-Pitié, elle n'est pas ouverte au public). Les plus anciens, situés dans les croisillons, sont de style lavallois.

### Les vitraux
Les vitraux de la cathédrale de Vannes forment un bel ensemble. Ils datent de la fin du XIXe siècle. En effet ceux qui existaient au Moyen Âge ont été détruits dans les années 1770 lors de la pose de la voûte de la nef et de la réfection du chœur. Ceux qui décorent aujourd’hui la cathédrale sont dus, pour la quasi-totalité d’entre eux, à l’initiative de Monseigneur Bécel, évêque de Vannes de 1866 à 1897.
Entre 1875 et 1878, l’atelier des peintres-verriers, Antoine Meuret et Frédéric Lemoine de Nantes, a réalisé les vitraux historiés des chapelles et des transepts, ainsi que les vitraux décoratifs des fenêtres hautes qui donnent des effets si surprenants d’éclairage à certaines heures.
Seul le vitrail de saint Pierre, sur la façade, est dû à un atelier du Mans et le vitrail de la chapelle des fonts baptismaux à l’atelier Lobin de Tours.
Dans la chapelle axiale – qui était alors la chapelle saint Vincent Ferrier – deux beaux vitraux consacrés à ce saint ont été ajoutés en 1885. Ils sont dus à l’atelier d’Edouard Didron, peintre-verrier parisien.
Le Chanoine Buléon, curé-archiprêtre de la cathédrale de 1906 à 1934, a voulu à son tour enrichir la cathédrale de vitraux. Nous lui devons les 3 vitraux des années 1927-1928 qui sont l’oeuvre du maître-verrier angevin Roger Desjardins. Il s'agit des vitraux : 
- Le Christ sauveur, dédié aux victimes de la Grande guerre.

- La communion des enfants, notamment la Première communion de la bienheureuse Françoise d’Amboise.
- La Bretagne chrétienne, symbolisée par le personnage d’Arthur de Richemont associé à Jeanne d’Arc (canonisée en 1920).

#### Les chapelles

##### Les chapelles du côté sud
D'ouest en est, on trouve les cinq chapelles suivantes du côté sud :

###### Chapelle des fonts baptismaux
C'est la plus petite des cinq chapelles. Depuis 1856 elle accueille les fonts baptismaux. Cependant elle est trop exiguë pour qu'on y pratique des baptêmes, ceux-ci ont lieu au milieu des stalles de l'arrière-chœur. Le vitrail est divisé en six médaillons : on retrouve d'abord Adam et Ève mangeant le fruit défendu et étant chassés du jardin d'Éden, puis le baptême de Jésus-Christ et Jean-Baptiste reconnaissant Jésus-Christ comme le Messie auprès de la foule, et enfin le baptême de Clovis et le sacre de Clovis par saint Remi de Reims. Le vitrail a été offert en 1878 par Anne de Néverlée, comtesse douairière de Courcy. On peut y remarquer un devant d’autel du XVIe siècle représentant la Cène du Jeudi-Saint.

###### Chapelle Sainte-Anne
Sainte-Anne est la sainte patronne de la Bretagne. Sa statue bénéficie d'une dévotion particulièrement grande, comme dans la cathédrale Saint-Pierre-et-Saint-Paul de Nantes. Le retable date du XIXe siècle. On retrouve sainte Anne avec les traits d'une femme âgée, accompagnée de sa jeune fille Marie. À leur gauche, Joseph et l'Enfant Jésus. À leur droite, saint Joachim, le mari de sainte Anne, portant dans sa main gauche une corbeille contenant deux colombes, offrande pour la présentation au grand prêtre de Jérusalem. Le vitrail de la chapelle montre le pèlerinage de Sainte-Anne-d'Auray, et d'autres évènements importants de sa vie. Cette chapelle abrite aussi le tombeau de Jean-Marie Bécel, évêque de Vannes de 1866 à 1897.

###### Chapelle du rosaire ou des Saints Cœurs de Jésus et Marie
Le remarquable retable de Philippe Matozrec (1763) représente les saints cœurs de Jésus et de Marie dont les grâces tombent sur l’Église. Le vitrail est un des premiers à illustrer les apparitions du Sacré-Cœur à Sainte Marguerite-Marie Alacoque à Paray-le-Monial en 1674. Cette chapelle abrite aussi le tombeau de Charles-Jean de Bertin, évêque de Vannes de 1746 à 1774.

###### Chapelle du bienheureux Pierre René Rogue

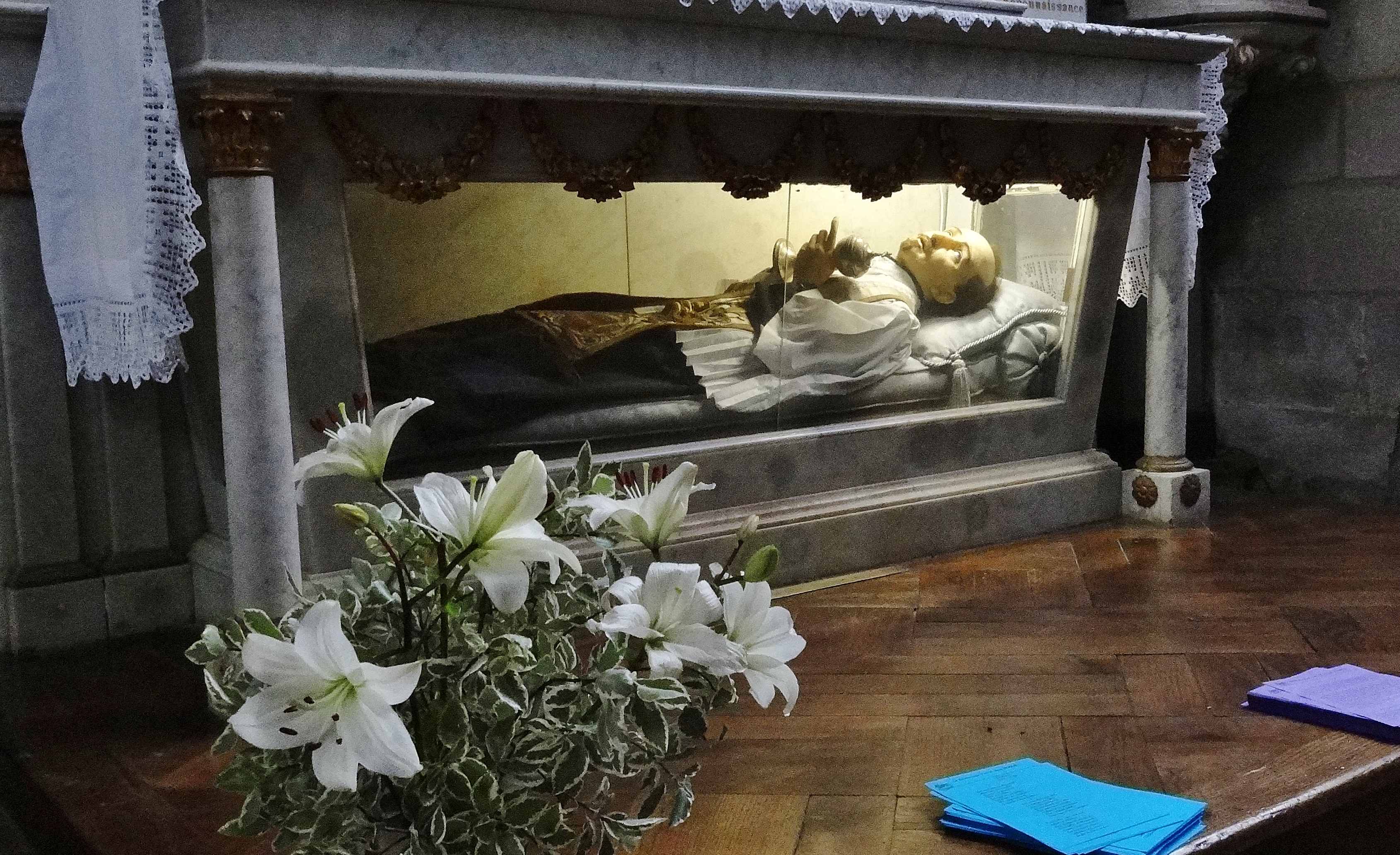
Gisant de Pierre-René Rogue

Le bienheureux Pierre-René Rogue est né à Vannes le 11 juin 1758, Après des études au grand Séminaire de Vannes, il fut ordonné prêtre le 21 septembre 1782, dans l’église de Notre Dame du Mené. Connu pour sa grande piété, il fut condamné à mort pendant la Révolution française, pour avoir refusé de prêter serment à la Constitution civile du clergé, Arrêté le 24 décembre 1795, sur dénonciation, alors qu'il portait la communion à un mourant, il fut incarcéré puis guillotiné le 3 mars 1796 sur la Place de l'Hôtel de Ville, face au collège Jules Simon. Il fut béatifié le 10 mai 1934, comme martyr de l'Eucharistie. Il est enterré sous l'autel. Un gisant en cire le représente en habits sacerdotaux de l’époque.

###### Chapelle Saint-Gwenaël
Cette chapelle comprend l'entrée sud de la cathédrale. Saint Gwenaël prit part à l'évangélisation des diocèses bretons au VIe siècle. Sur le vitrail correspondant, il est représenté en compagnie de la bienheureuse Françoise d'Amboise. Cette dernière, duchesse de Bretagne, fonda le premier Carmel féminin de France, à Vannes. Le tableau est une représentation symbolique de la Charité (Nicolas Gosse, 1842).

##### Les chapelles du côté nord

###### Chapelle Saint-Mériadec et Saint-Patern
Ici le vitrail représente saint Mériadec de Vannes et saint Patern de Vannes, premier évêque de Vannes. On peut également voir à cet endroit le tableau d'Antoine Rivoulon réalisé en 1846, Litanies de la Sainte Vierge, ainsi que celui de Destouches de 1819, montrant la résurrection de saint Lazare.
Cette chapelle a été aménagée en septembre 2018 en point d'accueil pour le public. On y découvre sur trois panneaux, l'histoire du diocèse de Vannes, les étapes de la construction de la cathédrale, et un descriptif rapide des lieux à visiter. En outre, le 5 avril 2019, date anniversaire de la mort de Vincent Ferrier, survenue le 5 avril 1419, une statue du saint, restaurée grâce au mécénat du Fonds Michelin, a été bénie et érigée dans cette chapelle en présence représentants de l'entreprise Michelin à Vannes.

###### Chapelle Saint-Louis
Dimensions : 5,17 mètres sur 6,15 mètres. C'est la plus grande chapelle de la nef. Construite vers 1456, elle fut d'abord dédiée à saint Sébastien, auquel on ajouta saint Jean-Baptiste à partir de 1648. A la fin du XVIIIe siècle, elle fut dédiée à saint Louis, d'où le vitrail historié qui représente douze scènes de la vie du saint roi Louis IX. La clé de voûte de la chapelle porte les armoiries de Jean L'Espervier, évêque de Saint-Brieuc, légat du pape, chargé d'authentifier le corps de saint Vincent Ferrier lors de l'exhumation solennelle en 1455. Sous le vitrail, un monument funéraire de marbre blanc, représente, en relief, le portrait d'Amédée-Jean-Baptiste Latieule, évêque de Vannes (1898–1903). Au sol, une dalle noire signale l'emplacement où furent inhumés les restes des chefs de l'expédition de Quiberon, fusillés à Vannes en 1795 (dont le général Sombreuil et Urbain-René de Hercé, dernier évêque de Dol). À l'entrée de la chapelle sont disposées deux statues. L'une, offerte par un groupe de jeunes filles royalistes en mai 1914 représente Jeanne d'Arc ; l'autre, en bois rouge, date de 1954 et représente sainte Thérèse de Lisieux (Thérèse de l'Enfant Jésus).

###### Chapelle Saint-Antoine
Celle-ci constitue l'entrée nord de la cathédrale. Son porche, de style gothique, est surmonté d'un vitrail portant les armoiries de Bretagne, de Vannes et de Bécel. Depuis décembre 2015, une inscription en rouge, apposée à l'extérieur du porche, indique que cette entrée est appelée Porte de la Miséricorde en référence à l'année sainte jubilaire décrétée par le pape François dans la Bulle d'indiction Misericordia vultus du 11 avril 2015. À l'entrée de cette chapelle, une statue de saint Antoine de Padoue (1195–1231) de style saint-sulpice, en plâtre polychrome, fait face à un grand tableau aux dimensions imposantes (4m sur 2,61m). Il s'agit d'une Crucifixion datée de 1830 et réalisée par Pierre Vincent. On y voit Jésus-Christ sur la croix, saint Jean, la Vierge Marie et sainte Marie-Madeleine. À droite de la porte, une statue en bois de la Vierge Marie, a été installée en 2006. Elle est vénérée sous le vocable de Notre-Dame-du-Mené et son culte remonte au Moyen Âge.

###### Chapelle rotonde du Saint-Sacrement

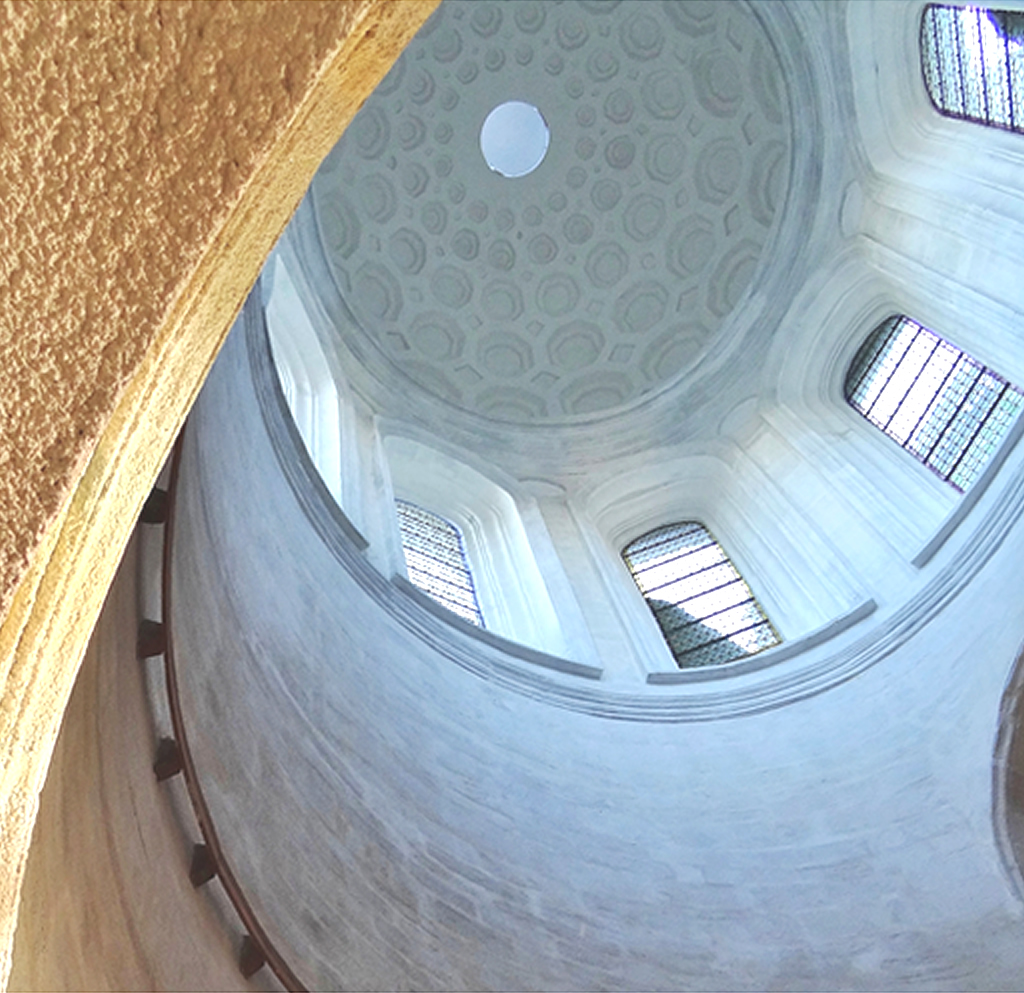
La voûte à caissons de la rotonde du Saint-Sacrement.

Cette chapelle latérale en forme de rotonde est de style renaissance italienne, cas très rare en Bretagne. Accolée à la façade nord, elle est construite entre 1530 et 1537 aux frais du chanoine Jean Daniélo, inspiré par ses souvenirs romains et qui songeait à en faire son mausolée. Ayant résidé plusieurs années à Rome, il devient chanoine de la basilique Saint-Pierre et s'inspire probablement des modèles italiens qu'il a pu admirer (monuments avec une superposition des ordres antiques et un rythme alterné de frontons). La tour Renaissance, qu'il est plus juste d'appeler rotonde du Saint-Sacrement ou Rotonde Danielo, est à deux étages : dans l'étage inférieur, de hautes colonnes d'ordre dorique encadrent des niches à coquilles dont les frontons sont alternativement triangulaires et cintrés. L'étage supérieur, orné de pilastres séparant des fenêtres rondes, est couronné par un dôme de plomb et un lanternon. Le mur autour de la rotonde est orné de 15 médaillons (défoncements en forme de cercle qui symbolisent l'hostie ? Emplacement de chemin de croix ?), 13 niches (emplacement de statues ?) Souffrant de plusieurs infiltrations, la rotonde est restaurée en 1834 : son couvrement est remplacé, par mesure d'économie, par une toiture conique d'ardoises. De juin 2008 à octobre 2009, elle est à nouveau restaurée, dans son style Renaissance italien : couronnée d'une balustrade de pierre, d'un dôme de plomb et d'un lanternon et surmontée d'un ostensoir rayonnant, cette restauration a coûté 800 000 euros. Originellement destinée au Saint-Sacrement, cette chapelle a été dédiée au culte de saint Vincent Ferrier de 1956 à mai 2018. Elle est actuellement vide et en attente d'une nouvelle affectation liturgique. Peut-être un baptistère. L'autel-tombeau de saint Vincent Ferrier, qui s'y trouvait, a été transféré dans le croisillon nord.

###### Chapelle Notre-Dame-de-Miséricorde
Elle abrite un retable-lambris de style Louis XV (arabesques de palmettes et de plumes, moulures gondolées…). La niche centrale, bordée de panneaux moulurés, bleus rehaussés d'or, et couronnée d'un fronton circulaire sommé d'une croix, abrite la statue de Notre-Dame-de-Miséricorde, en bois peint du XVIIIe siècle. Elle abrite également une peinture de la Vierge à l'Enfant réalisée par Pierre-Louis Delaval en 1836. On peut également y voir un vitrail représentant saint Yves Hélory de Kermartin, patron des « recteurs » bretons, et un trois-mâts, sans doute offert en ex-voto à saint Vincent Ferrier (réalisation du début du XIXe siècle mélangeant des éléments de diverses époques).

#### Le chœur

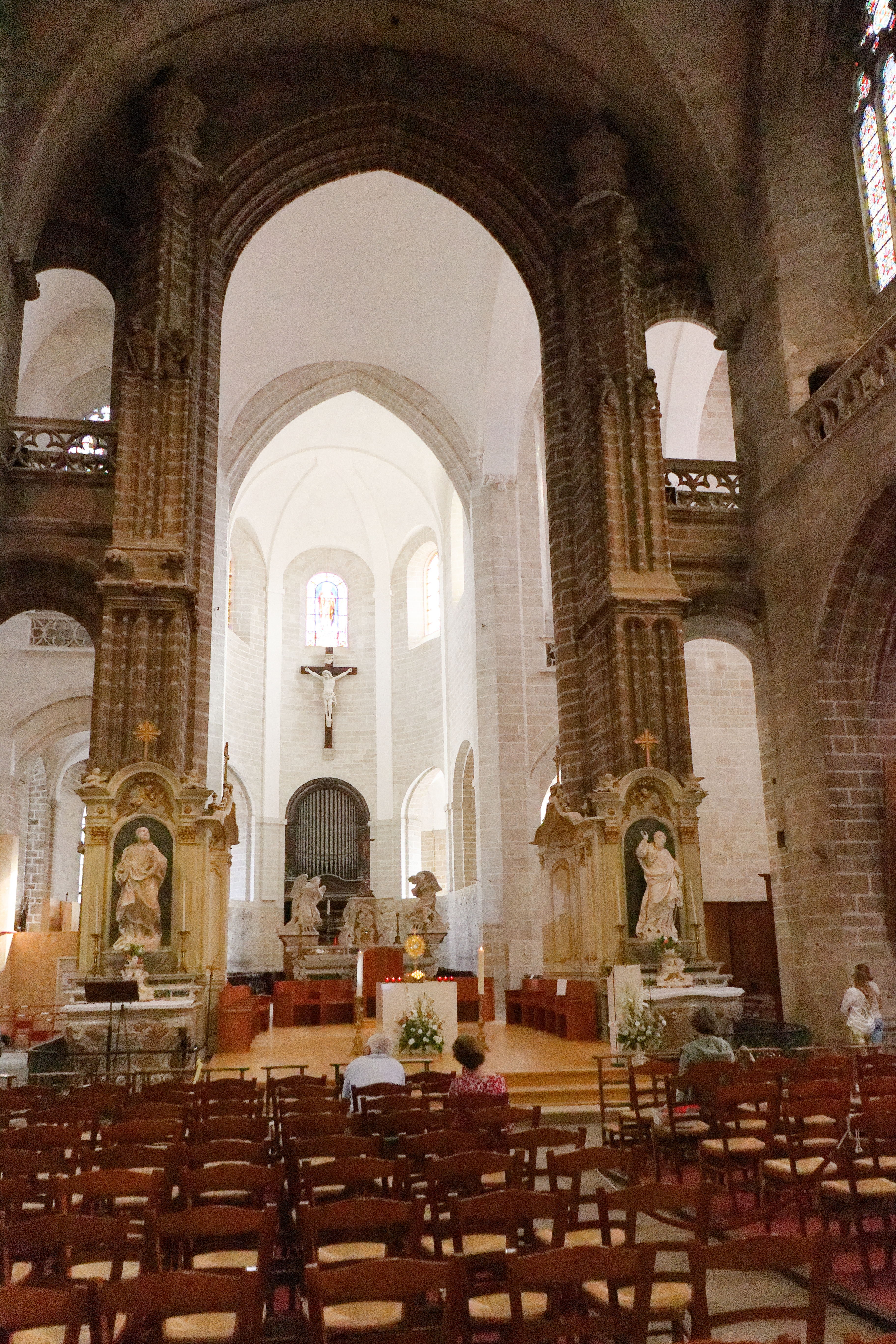
Vue générale de la nef avec l'arrière choeur rénové en 2024

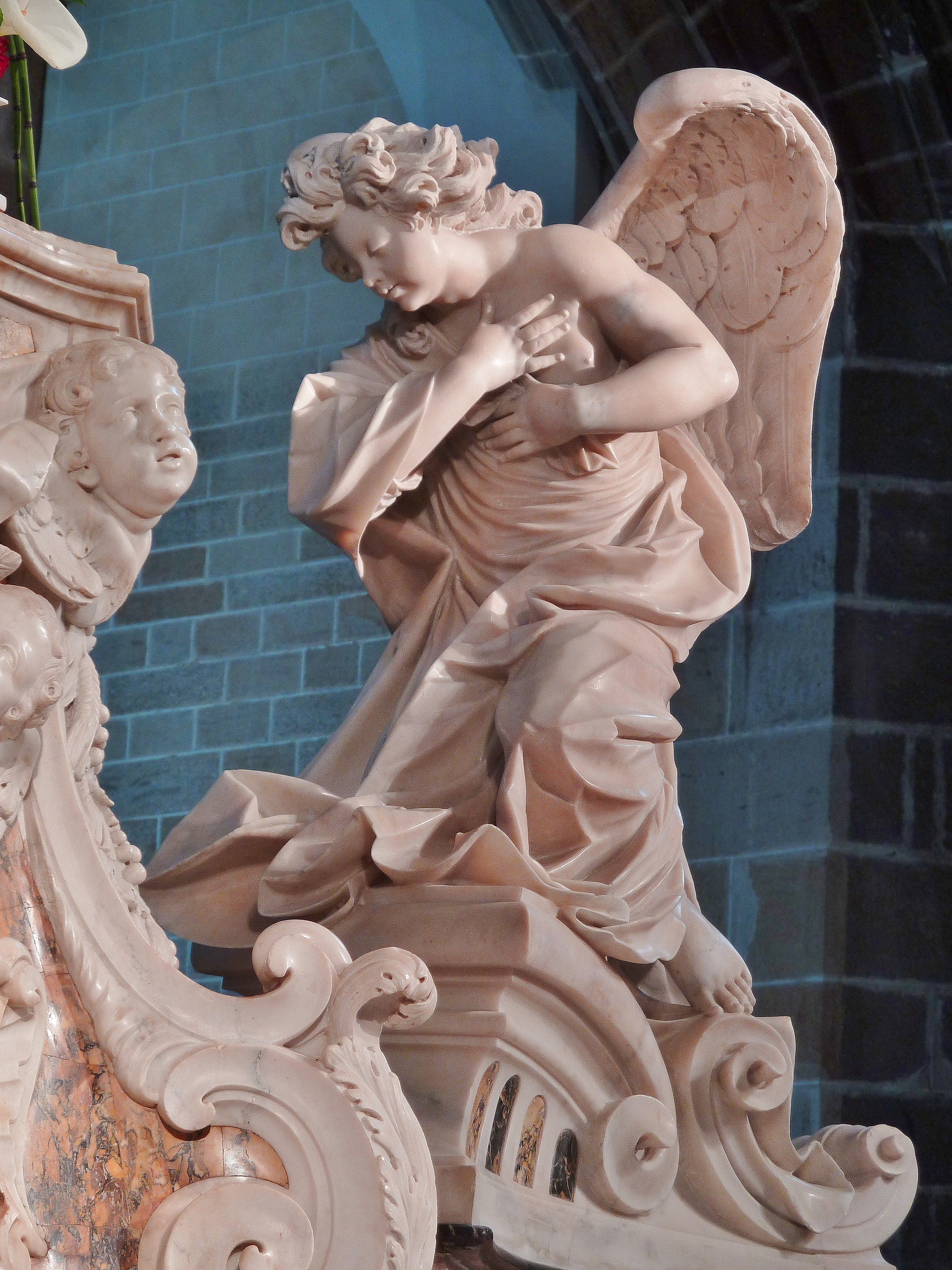
Ange gauche du maître-autel.

Le chœur liturgique actuel date de 2003. L'autel est un simple bloc de marbre blanc posé à niveau. Des reliques de saint Vincent Ferrier et du bienheureux Pierre-René Rogue y ont été scellées, puisque la cathédrale s'honore d'abriter leurs tombeaux. L'ambon est une pierre haute, taillée dans le même marbre blanc pour marquer la complémentarité des deux lieux que sont l'autel et l'ambon. De part et d'autre, sont disposées en hémicycle les stalles du presbytérium.
Le chœur abrite trois autels en marbre de Carrare, réalisés par les frères Fossati (marbriers de Marseille) datant du XVIIIe siècle: il s'agit de l'ancien maître-autel, de l'autel saint Pierre à gauche, et de l'autel saint Paul  à droite. L'ancien maître-autel, œuvre de David Fossati, date de 1771 et a été consacré le 14 septembre 1777. Il n'est plus utilisé aujourd'hui, cependant, il est mis en valeur comme « retable de gloire ». De type autel-tombeau, les deux gradins qui délimitent le plan tabulaire servent de support au haut tabernacle massif dont les volutes sculptées complètent le style baroque de l'ensemble, notamment par la posture extasiée des deux anges adorateurs qui l'encadrent. Les deux petits autels, disposés en avant et adossés aux piliers antérieurs du transept, sont une réplique miniature du maître-autel, mais sans tabernacle, ni anges adorateurs. Par contre, au-dessus de chacun d'eux, un retable-lambris en bois sert de niche aux immenses statues en marbre blanc, réalisées en 1776 par Christophe Fossati. Les panneaux chantournés (boiseries du XVIIIe siècle), se prolongent vers l'arrière en formant retour à l'intérieur du chœur.
La restauration en cours dans la cathédrale (janvier 2025 - avril 2027) prévoit de remodeler cet espace liturgique.

#### Le déambulatoire
Le chœur est entouré d'un très large déambulatoire destiné à canaliser les pèlerins venus prier sur la tombe de saint Vincent Ferrier, au Moyen Âge. Comme le pavillon basilical situé dans le chœur, une plaque en marbre rappelle l'affiliation de la cathédrale-basilique à la Basilique Saint-Pierre de Rome.
La chambre du Trésor, ornée de boiseries de style Louis XVI, est aménagée en 1782 dans l'ancienne salle capitulaire du déambulatoire. On y accède par un escalier. Le trésor rassemble une collection d'objets d’art religieux qui proviennent de plus de vingt communes du Morbihan : coffret de mariage en bois recouvert de parchemin (XIIe siècle) peint des scènes médiévales (chasse, tournoi, châtelaine et son ménestrel), croix reliquaire en or et vermeil (XIIe siècle), deux crosses en ivoire (XIIIe siècle), missel et graduel (XVe siècle), pyxide en ivoire (XVe siècle), nombreuses pièces d'orfèvrerie sacrée (XVIIe et XVIIIe siècles), documents et livres anciens, dont l'enquête de canonisation de saint Vincent Ferrier.

#### Les croisillons

##### Croisillon sud - Chapelle Notre-Dame de Lourdes

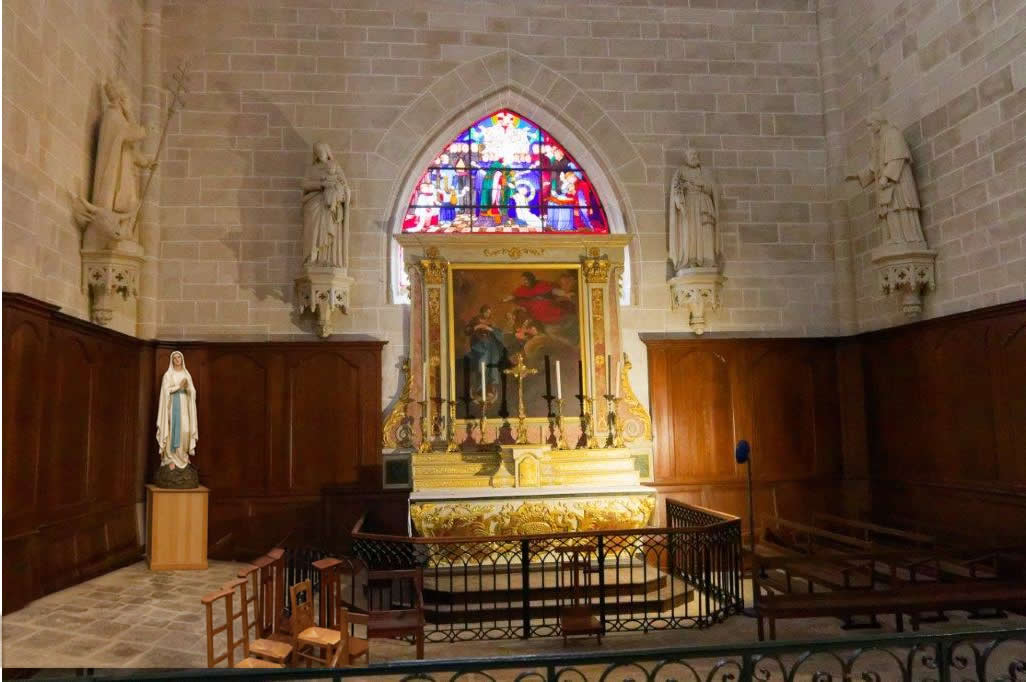
Chapelle du transept-sud après rénovation en 2023 et réinstallation de la statue de Notre Dame de Lourdes

Le croisillon sud du transept constitue une grande chapelle appelée chapelle Notre-dame-de-Lourdes - c'est l'endroit de l'ancienne porte des Ducs. Cette chapelle a été entièrement restaurée en 2023. Les pierres de calcaire blanc dégradées à cause des infiltrations, ont été rejointoyées ainsi que celles des murs et de la voûte. L'autel et le retable ont également été redorés à la feuille d'or, et les boiseries repeintes. Le tableau de l'Assomption ( dont l'auteur est inconnu), situé au-dessus de l'autel a été mis en valeur, par la décision de la Direction régionale des affaires culturelles (DRAC)  de ne pas replacer la statue de Notre-Dame de Lourdes au-dessus de l'autel, mais dans l'angle gauche. Dans cette même chapelle, deux nouvelles statues ont été ajoutées, formant ainsi un ensemble bien équilibré. De gauche à droite, il s'agit des statues de Saint Cornély, la Vierge Marie, Saint Joseph et Saint Charles Borromée.
Les vitraux correspondants montrent la première communion de Françoise d'Amboise. Au-dessus, on trouve le vitrail dédié à saint Pierre. Le tableau de la montée au ciel de sainte Pétronille, la fille spirituelle de saint Pierre, qui se trouvait à gauche dans la chapelle, a été déplacé de quelques mètres et placé dans le déambulatoire au dessus de la plaque d'affiliation de la cathédrale de Vannes à la basilique Saint-Pierre de Rome. Avant la Révolution cette chapelle abritait la tombe de saint Gwenaël. À droite de l'autel, une pierre tombale gravée signale que les restes de la Vénérable Catherine de Francheville, (1621–1689) ont été transférés en cet endroit, en 1998. Elle fut la fondatrice de l'Œuvre des Retraites et de la Congrégation de la Retraite du même nom.

##### Croisillon nord - Tombeau de Saint Vincent Ferrier

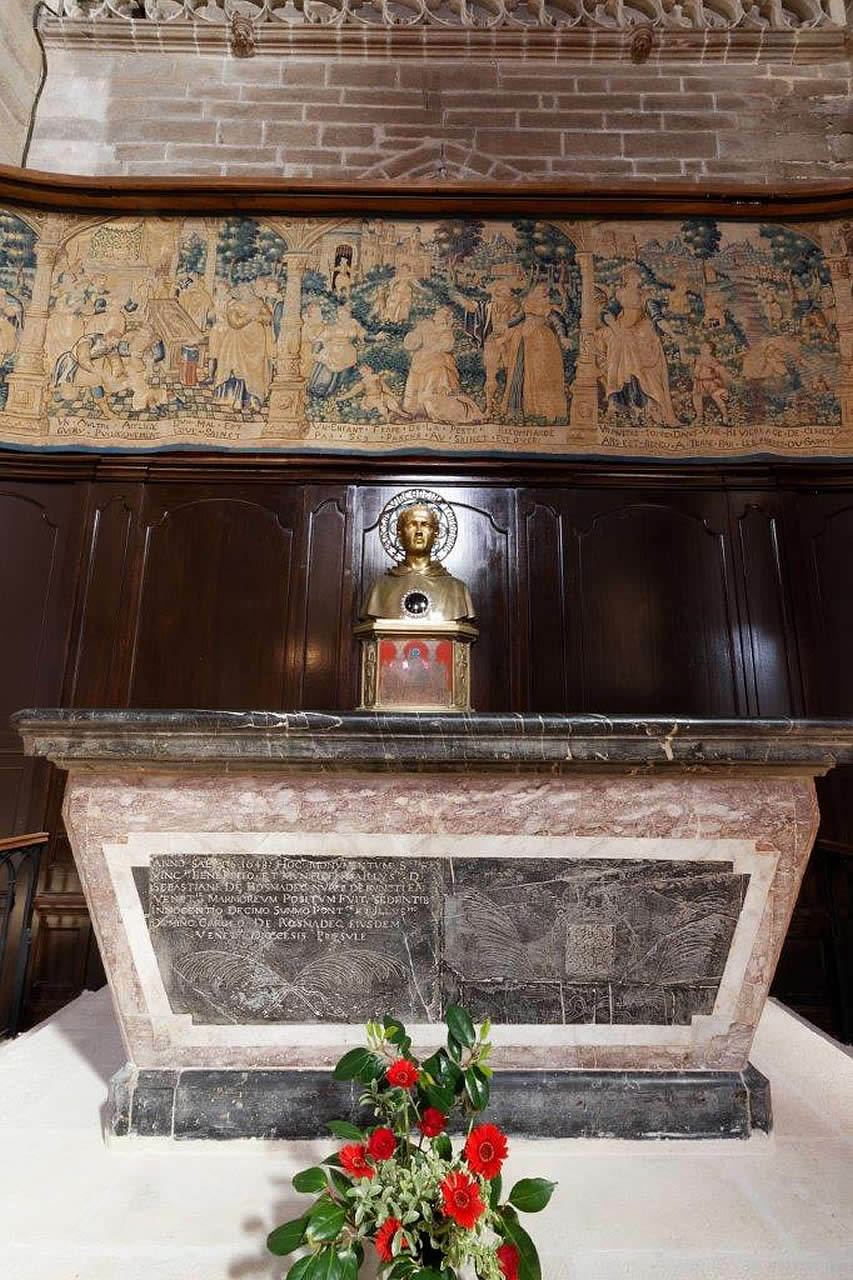
Autel Saint Vincent Ferrier en 2018 avec un aperçu de la Tapisserie des miracles.

Le croisillon nord du transept s'ouvre vers l'extérieur par le très beau portail des Chanoines. Il est surmonté d'un vitrail représentant saint Vincent Ferrier. Ce croisillon nord qui, à partir de 1956, avait été réduit à n'être qu'un lieu de passage, héberge depuis mai 2018 le tombeau de Saint Vincent Ferrier. C'est en prévision des manifestations jubilaires du 600e centenaire de la mort du saint (5 avril 1419), que les services de l'État ont, en 2018, réaménagé, ce lieu en chapelle dédiée au culte de saint Vincent Ferrier, avec le souci de lui redonner son historicité. Les deux portes ouvrant sur la rue des Chanoines ont été maintenues mais dissimulées dans les boiseries.
On y retrouve donc l'autel-tombeau de saint Vincent ainsi que le très beau reliquaire en forme de buste de vermeil réalisé en 1902. Sur le pourtour de la partie haute des boiseries, est déployée un fac-similé de la  Tapisserie des miracles. Elle est ainsi appelée, parce qu'elle représente les miracles qui auraient été accomplis par Vincent Ferrier, mort en 1419 à Vannes, notamment sept miracles attribués au saint ainsi que la scène de sa canonisation en 1455 et le portrait du donateur, l'évêque de Vannes Jacques Martin de Belle-Assise. La tapisserie d'origine a été déposée en 2021 en vue d’une restauration. D'après les restauratrices qui l'ont manipulée, elle a probablement été fabriquée à la manufacture d’Aubusson ou de Felletin, en 1615 (selon la date inscrite sur la tapisserie),et, elle serait en laine et en soie. Le nettoyage et la restauration ont pour but de consolider les fils et de conserver la moitié de l’œuvre exposée d'une longueur de 14 mètres, l’autre moitié ayant été perdue au début du XXe siècle. A l’issue des travaux de restauration intérieure de la cathédrale qui doivent s'achever en 2027, la tapisserie originale restaurée devrait retrouver sa place.
Le croisillon nord abrite aussi deux peintures, l'une de Nicolas Gosse datant de 1845, l'autre de Jean-Baptiste Mauzaisse effectuée en 1831. La première dépeint la mort du saint, et la seconde le représente prêchant aux infidèles.

#### Les sépultures
Les évêques ont le privilège d'être enterrés dans leur cathédrale. Aujourd'hui, la cathédrale abrite encore une quinzaine de tombeaux repérés par une inscription, une dalle ou un médaillon. Les quatre tombeaux les plus remarquables sont identifiés par un monument relativement imposant.

##### Tombeau de Sébastien de Rosmadec
Situé dans la chapelle axiale, sur le mur nord (côté de l'évangile) ; c'est un sarcophage en marbre, surmonté d'une arcade et d'attributs divers. On pouvait y lire sur une planchette : Hoc in monumento quiescit corpus Sebastiani de Rosmadec, Venetensis episcopi. Mort le 29 juillet 1646.

##### Tombeau de François d'Argouges
Toujours dans la chapelle axiale, et en face du précédent, le tombeau est un monument porté par quatre pilastres à chapiteaux corinthiens. On y voit le prélat agenouillé sur un prie-Dieu et une inscription : D. 0 M. Francisco d'Argouges, Venetorum Britonum episcopo… Obiit idibus martiis anni M. DCC. XVI. Monumentum hoc soror piissima Susanna d'Argouyes de Creil fratri charissimo moerens posuit.

##### Tombeau de Charles-Jean de Bertin

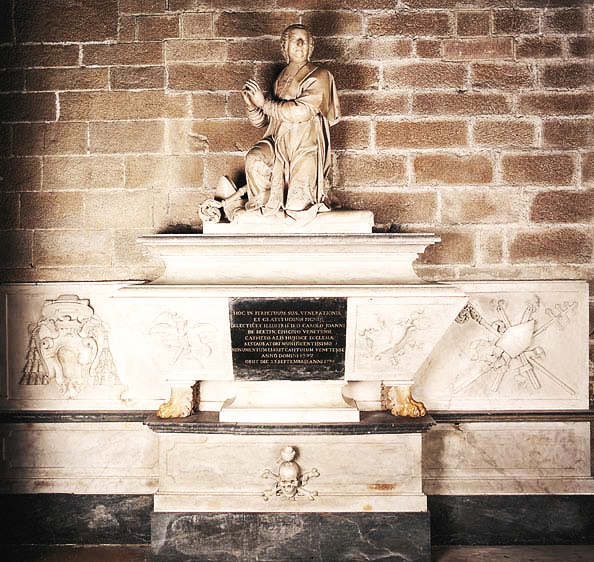
Tombeau de Charles-Jean de Bertin.

Situé dans la chapelle du Sacré-Cœur, au côté sud de la nef, il fut construit par Christophe Fossati, de Marseille. De marbre blanc, il est surmonté de la statue agenouillée du prélat. On y lit : Hoc in perpetuum suoe venerationis et gratitudinis pignus dilectissimo et illustrissimo D. D. Carolo Joanni de Bertin Episcopo Venetensi Cothedralis hujusce ecclesioe restauratori munificentissimo monumentum erexit Capitulum Venetense anno Domini 1777. Obiit die 23 septembris anni 1774.

##### Tombeau de Jean-Marie Bécel
Situé dans la chapelle de Sainte-Anne, il a été élevé par souscription publique. Il est en marbre blanc et consiste en un sarcophage, surmonté de la statue agenouillée de l'évêque. Ce monument est l'œuvre de Le Roux, de Paris. On y lit l'inscription suivante : D. .D. Joannes Maria Bécel, Ep. Veneten. — Natus kal. Aug. M. DCCC. XXV Vixit in pontificatu - annos XXXI. Obiit VIII idus Novembris MDCCCXC VII. — In Pace (Joseph-Marie Le Mené).

## Le grand orgue Debierre

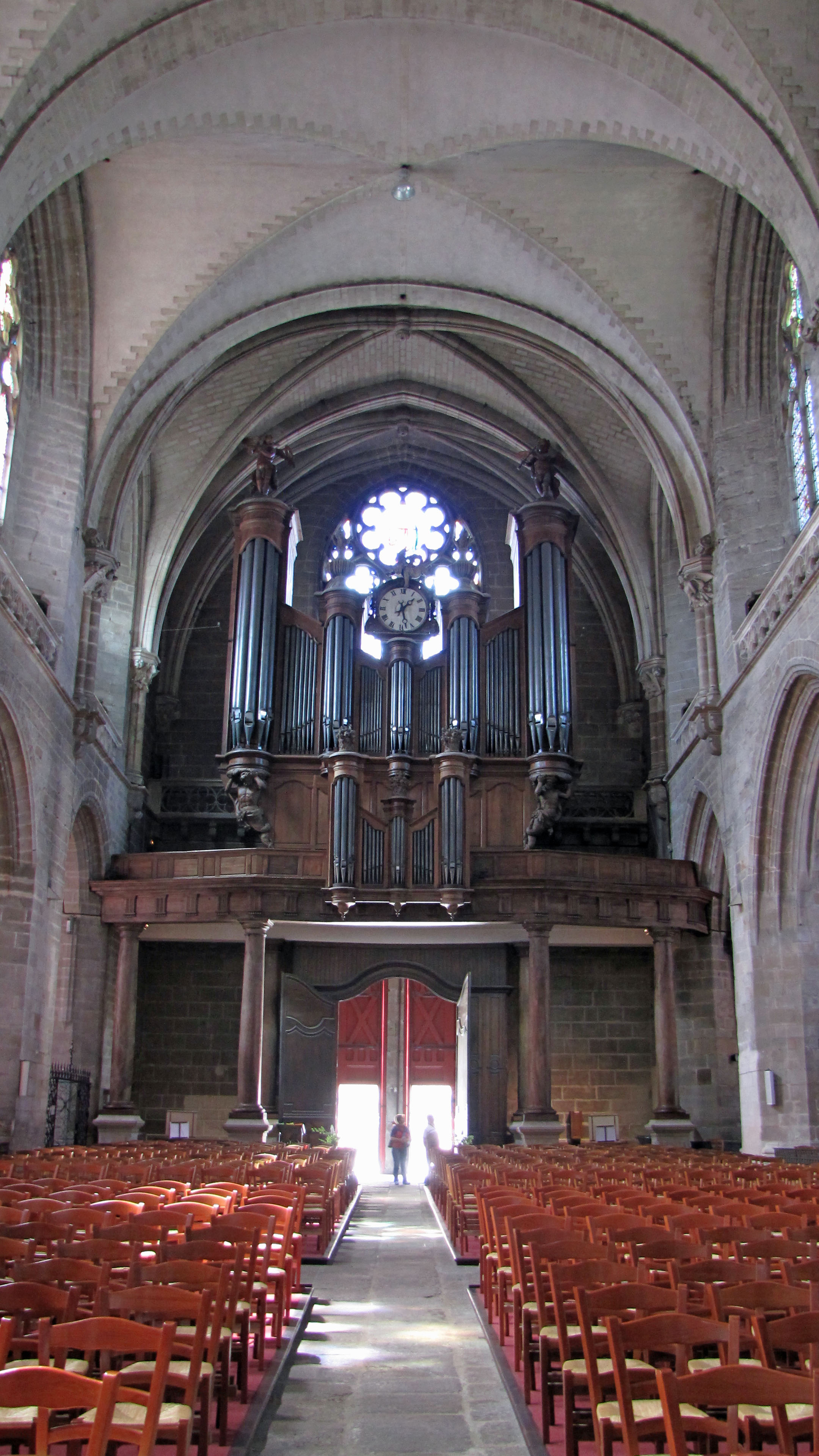
Le grand orgue de la cathédrale.

Le grand orgue de la cathédrale de Vannes est aujourd'hui un instrument de 35 jeux reconstruit entre 1884 et 1895 par Louis Debierre, facteur d'orgues nantais, dans un ancien buffet datant de 1740. Il a été restauré en 1985 par Thibaud et Madigout.

### Historique de leur construction
C'est en 1740, sous l'épiscopat de Monseigneur Antoine Fagon, que le chapitre de la Cathédrale décide de passer un marché pour la création d'un nouvel orgue, remplaçant celui, vétuste, du XVIIe siècle. Autour de Marcellin Tribuot, le facteur d'orgues, sept personnes travaillent à la réalisation de la tribune et du buffet : un architecte, Pierre Bourgogne, un dessinateur, le sieur Renaud, un menuisier, Guyot, un charpentier, Thomazic, deux tourneurs sur bois, M. Pintier et Michel Housset, et deux sculpteurs, Jean Véniat et François-Joseph Lottembert.

### Début des travaux en 1740
Les travaux commandés en 1740 seront terminés deux ans plus tard. Deux équipes se partagent le travail : l'une s'occupe de la tribune, l'autre du buffet.

### La tribune
La tribune est soutenue par six colonnes doriques à fût lisse en bois et chapiteau mouluré reposant sur des bases quadrangulaires maçonnées en granit, dont la partie supérieure est constituée d'une pierre plus large traitée en quart de rond, rebord et doucine avant de reprendre une forme carrée sous le tore de la colonne. Quatre de ces colonnes sont placées sous l'instrument, une de part et d'autre de la porte occidentale et deux sous le bord extérieur de la tribune. Les deux autres sont un peu en retrait par rapport aux précédentes et sont placées aux extrémités nord et sud à hauteur des premières chapelles latérales de la nef. Le plan de la tribune est donc légèrement trapézoïdal. Sa décoration est très sobre : divisée en deux par une corniche en ressaut, elle est composée pour la partie basse, ou entablement, d'une frise alternant triglyphes et métopes lisses et pour la partie haute, l'appui de la tribune, d'une série de panneaux moulurés, rectangulaires, horizontaux et verticaux.

### Les buffets d'orgue
L'orgue est constitué de deux buffets : le positif et le grand orgue. Le positif est placé en encorbellement au milieu de la tribune ; il comprend trois tourelles semi-circulaires de cinq tuyaux. La plus petite, placée au centre, est encadrée de deux plates-faces de cinq tuyaux également. La base des tourelles est ornée d'une grosse moulure se terminant sous chacune d'elles par un cul de lampe godronné terminé en pointe par une toupie. Leur sommet est couronné d'une large corniche moulurée sur laquelle repose une corbeille de fleurs. La mouluration des plates-faces descend vers la tourelle centrale en un mouvement chantourné très simple. Le massif du grand orgue est composé de trois niveaux de panneaux moulurés, carrés au niveau inférieur, rectangulaires horizontaux au niveau médian et rectangulaires verticaux au niveau supérieur. Les moulures des panneaux de ce niveau, les plus proches des grandes tourelles latérales sont incurvées vers le haut et celles des panneaux du centre vers le bas, laissant la place aux culs de lampe des tourelles centrales. Au centre du massif s'ordonne, autour de la fenêtre de la console aujourd'hui fermée, panneaux rectangulaires et carrés alternés sur trois étages.

### Deux sculptures cariatides

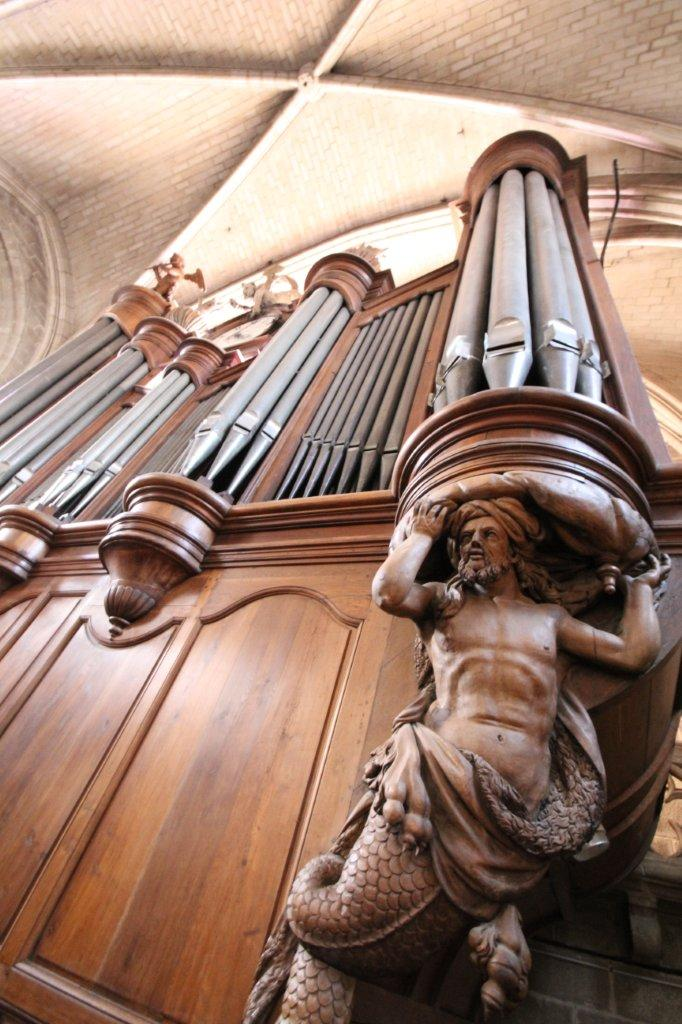
Sculpture buste d'Hercule.

Épousant la forme renflée des joues du massif, deux sculptures monumentales soutiennent les grandes tourelles. Il s'agit des cariatides sculptées par Véniat et Lottembert. Elles représentent des bustes d'Hercule surgissant d'une queue de poisson savamment enroulée et terminée à l'extrémité par une feuille d'acanthe. Les bustes sont ceints d'une dépouille de lion (le lion de Némée) dont on voit les pattes pendre au nœud de la ceinture. Leur tête est coiffée d'un turban, le bas du visage est couvert d'une barbe bouclée, les cheveux longs tombent en vagues sur le cou. Les personnages soutiennent à deux mains et avec la tête le poids fictif de la tourelle par l'intermédiaire d'une sorte de coussin qui est orné de deux petites toupies (il en manque une sous celui de gauche). Les torses sont puissamment musclés et les traits des visages sont sculptés avec énergie, l'expression de l'effort marquant profondément les yeux, les plis du front et de la bouche. Ces cariatides font beaucoup penser dans leur facture, leurs proportions et le sujet même, aux figures de proue des navires, telles qu'on pouvait les voir au XVIIIe siècle dans les ports de Lorient ou de Brest.
L'étage de la tuyauterie reprend la disposition du positif, alternant tourelles et plates-faces ; il comprend cinq tourelles de cinq tuyaux et quatre plates-faces de sept tuyaux dont les bouches montent vers le centre, allant dans le sens inverse de la pente très accentuée de l'entablement des plates-faces.
La décoration est la même que celle du buffet et du positif. Seul le couronnement des tourelles diffère. Au centre, la plus petite sert de support à une grosse horloge à chiffres romains, dont le cadre est sculpté de motifs végétaux, une corniche supportant à droite et à gauche un petit pot à feu. Au-dessous de l'horloge un angelot joufflu a suspendu son vol et attire l'attention de sa main droite ; de la gauche il tend le doigt vers le cadran. C'est une figure du temps originale, le vieillard étant le personnage symbolique le plus habituellement représenté. Les deux tourelles intermédiaires sont couronnées d'un pot à feu ventru à décor godronné.
La partie la plus haute de l'orgue est occupée par deux angelots musiciens qui triomphent au sommet des deux grandes tourelles. Ceints d'une large étoffe qui vole derrière eux, ils se tiennent debout et jouent l'un de la flûte traversière (à gauche) et l'autre du hautbois (à droite).
La simplicité de la composition de ce buffet, ponctuée par des éléments marquants de sculpture, met en valeur la tuyauterie de l'orgue. La conception d'ensemble est axée sur l'instrument et non sur la construction qui l'accompagne. Cependant, cette sobriété caractéristique du milieu du XVIIIe siècle est agrémentée par la liberté de création des sculpteurs qui ont ici fait preuve d'une grande maîtrise et d'un esprit inventif original.

### Composition

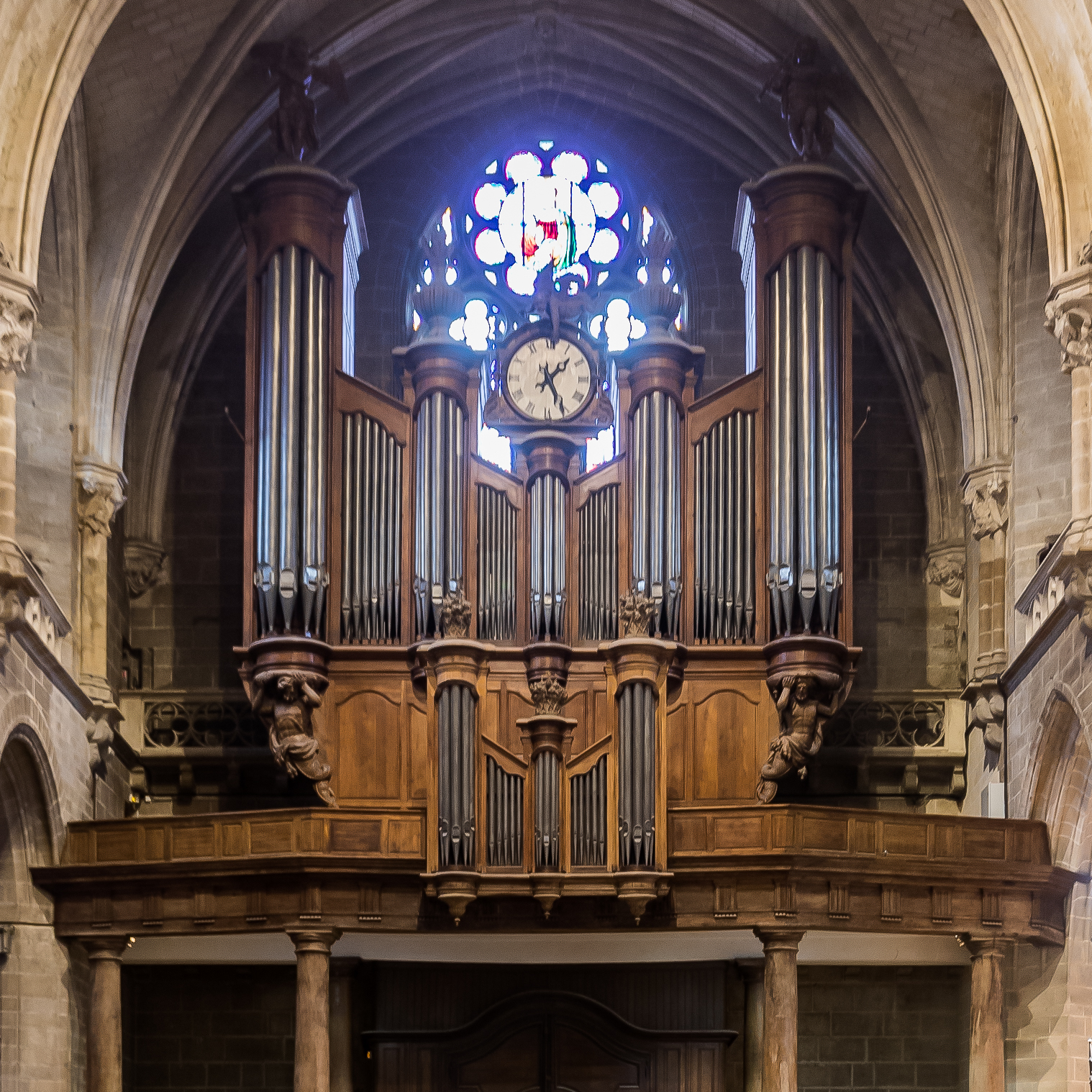

L'orgue est à trois claviers manuels et pédalier. Les transmissions sont électriques tant pour les claviers que pour les jeux.
| Positif 56 notes |
| Flûte 8'         |
| Gambe 8'         |
| Bourdon 8'       |
| Flûte 4'         |
| Nazard 2 2/3'    |
| Clarinette 8'    |

| Grand-Orgue 56 notes  |
| Montre 16'            |
| Bourdon 16'           |
| Montre 8'             |
| Flûte harmonique 8'   |
| Salicional 8'         |
| Bourdon 8'            |
| Prestant 4'           |
| Doublette 2'          |
| Plein-Jeu II-V        |
| Cornet V              |
| Basson acoustique 16' |
| Trompette 8'          |
| Clairon 4'            |

| Récit 56 notes       |
| Quintaton 16'        |
| Flûte traversière 8' |
| Violoncelle 8'       |
| Cor de nuit 8'       |
| Voix céleste 8'      |
| Flûte octaviante 4'  |
| Octavin 2'           |
| Trompette 8'         |
| Voix humaine 8'      |
| Basson-Hautbois 4'   |

| Pédale 30 notes |
| Contrebasse 16' |
| Soubasse 8'     |
| Basse 8'        |
| Dolce 8'        |
| Bombarde 16'    |
| Trompette 8'    |

## Les cloches
Le clocher abrite une sonnerie de 4 cloches :
- « Marie » (bourdon) : Do # 3 - 1900 kg, fondue en 1868 par Jérôme Dutot, fondeur à Paris ;
- « Pauline-Ambroisine-Marie » : Ré 3 - 1350 kg, fondue en 1866 par le frère Fulbert Beauce à Ploërmel ;
- « Élizabeth » : Fa # 3 - 900 kilos, fondue en 1868 par Jérôme Dutot, fondeur à Paris ;
- « Marguerite-Anna » : Sol # 3 - 520 kilos, fondue en 1868 par Jérôme Dutot, fondeur à Paris.

## Personnalités liées à la cathédrale
- Daniel Danielis, maître de musique de la cathédrale au XVIIe siècle.
- Jeanne de France est inhumée sous le chœur de la cathédrale.
- Isabelle d'Écosse (1426–1494) est inhumée sous le chœur de la cathédrale.
- Alfred Baudrillart (1859–1942) cardinal, recteur de l'Institut Catholique de Paris et membre de l'Académie française, célébra  le 2 juillet 1912, le mariage de son neveu Gilbert de la Poix de Fréminville[24] (1886–1941) fils de Charles de La Poix de Fréminville) avec Yvonne de Guerrif de Launay (1892–1992). Le beau-fils de Gilbert de Fréminville, le lieutenant saint-cyrien, Jean Franco née à Vannes et Mort pour la France en Algérie, est le fils de l'homme politique français Léonce Franco.
- Joseph-Marie Le Méné (1831–1923), chanoine de la cathédrale et écrivain, auteur notamment de l'« Histoire des paroisses du diocèse de Vannes » (1891)[25].

## Galerie

Blason du chapitre de Vannes.
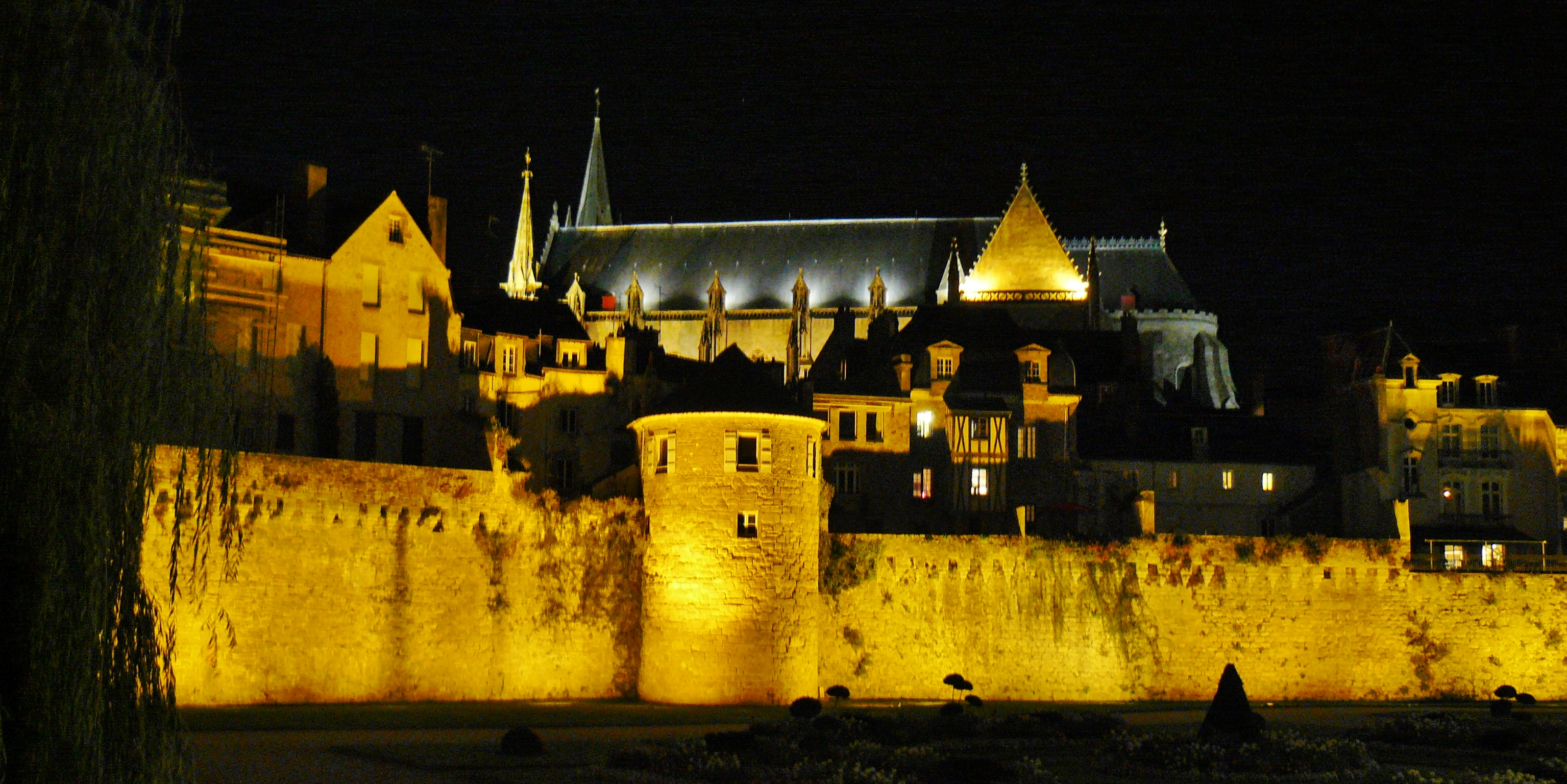
Avec les remparts de nuit.
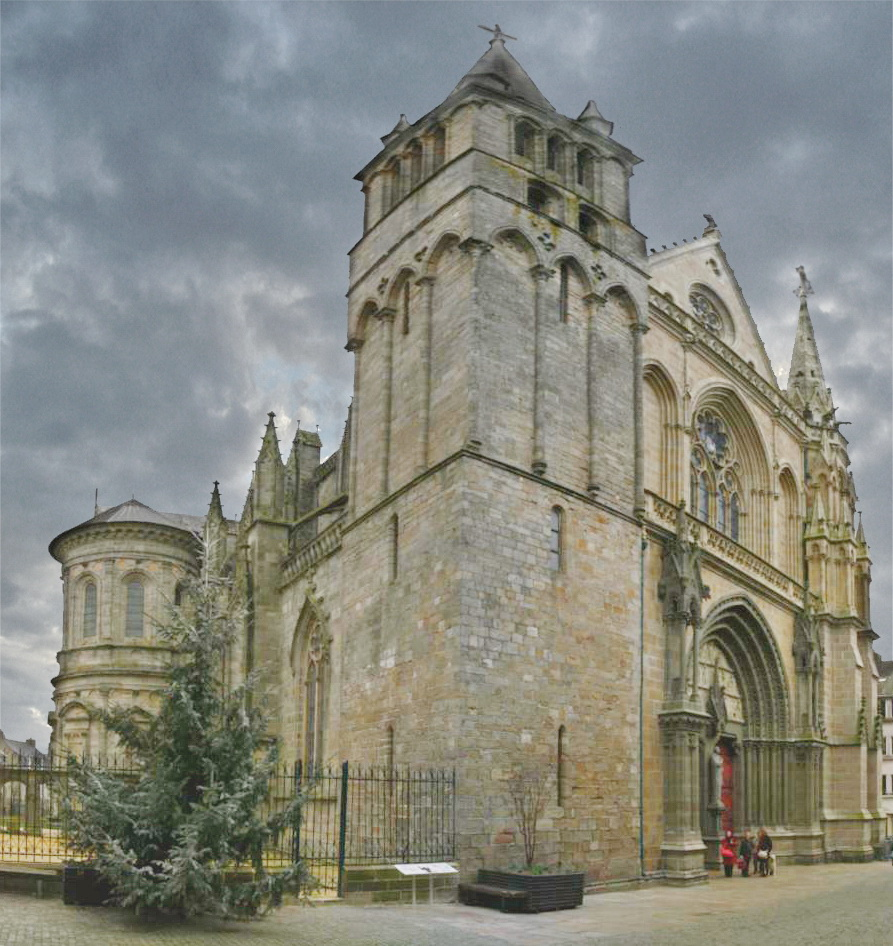
Temps orageux sur la cathédrale.
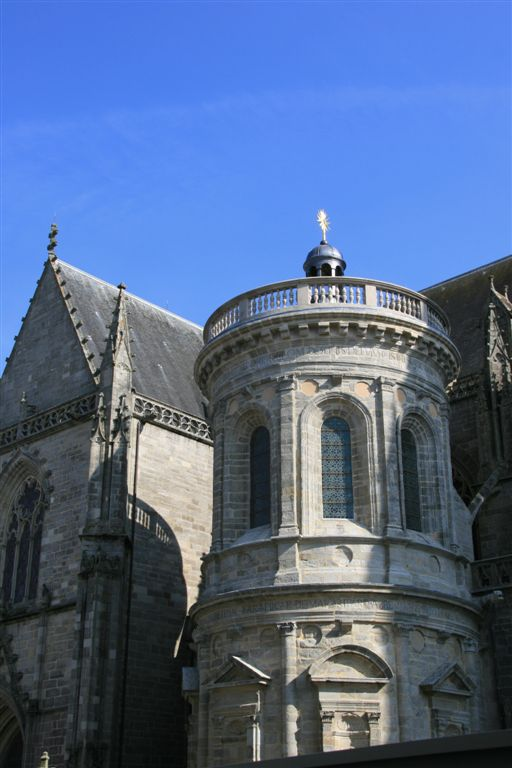
Tour Renaissance.
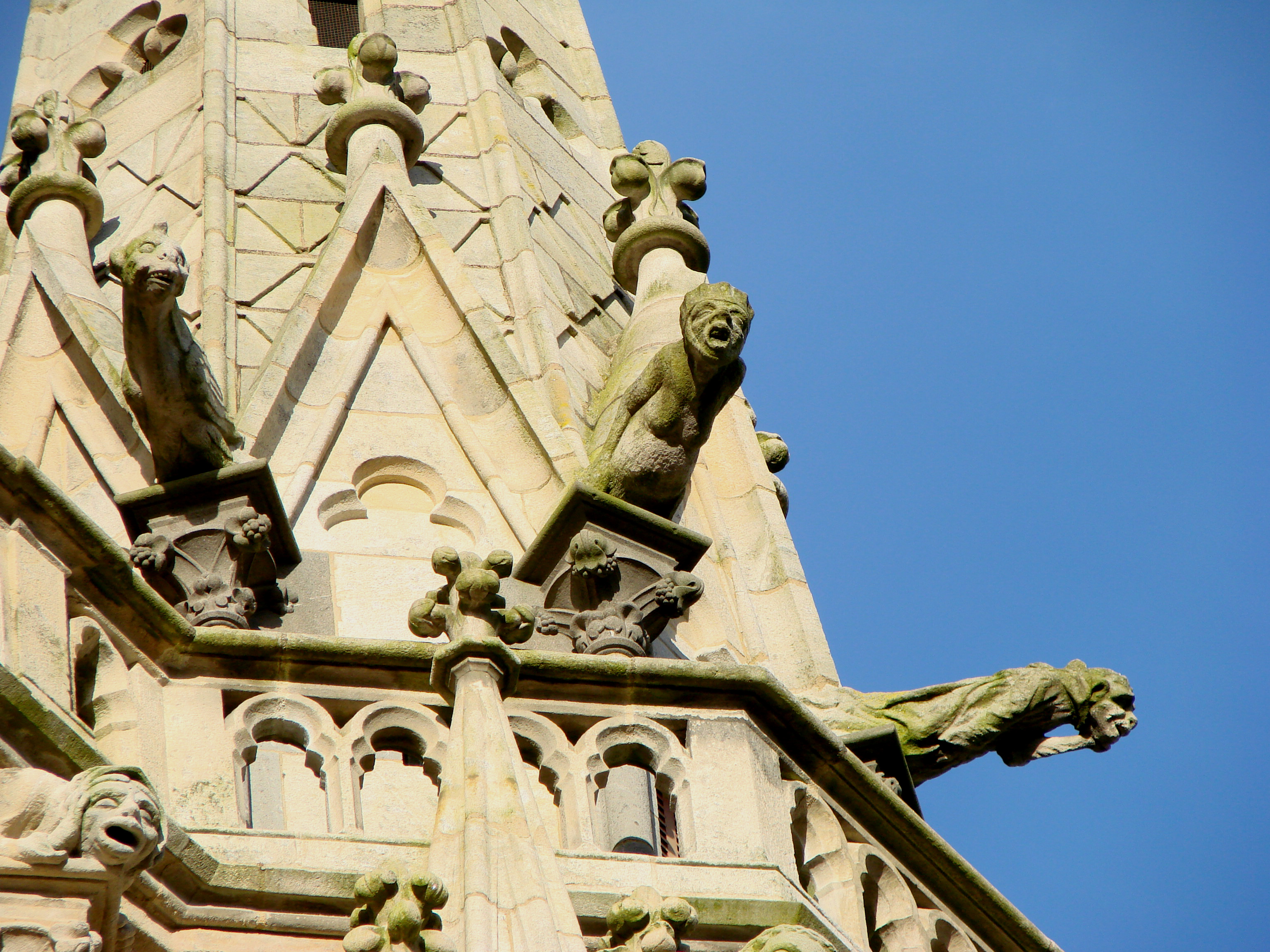
Gargouilles situées sur la flèche.
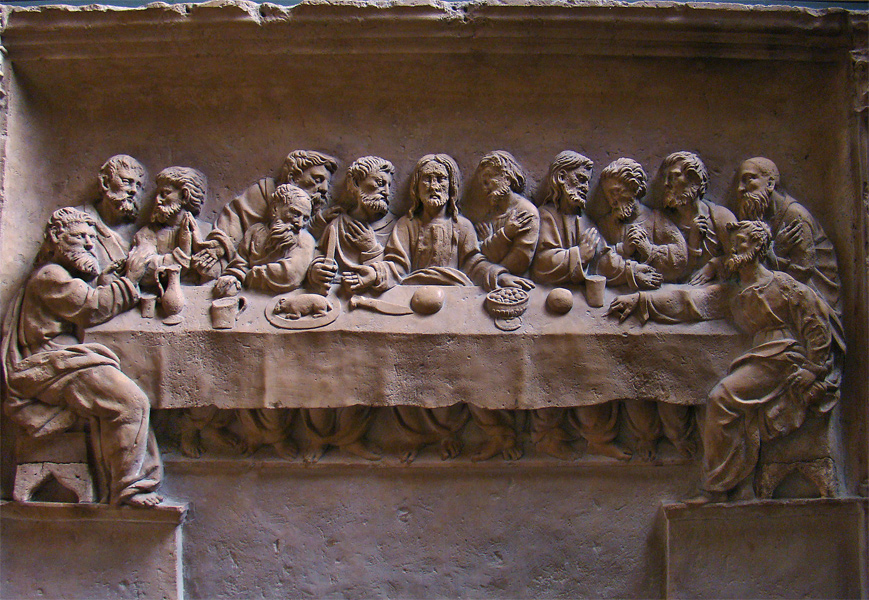
Haut-relief de la Cène dans les fonts baptismaux, datant du XVIe siècle.
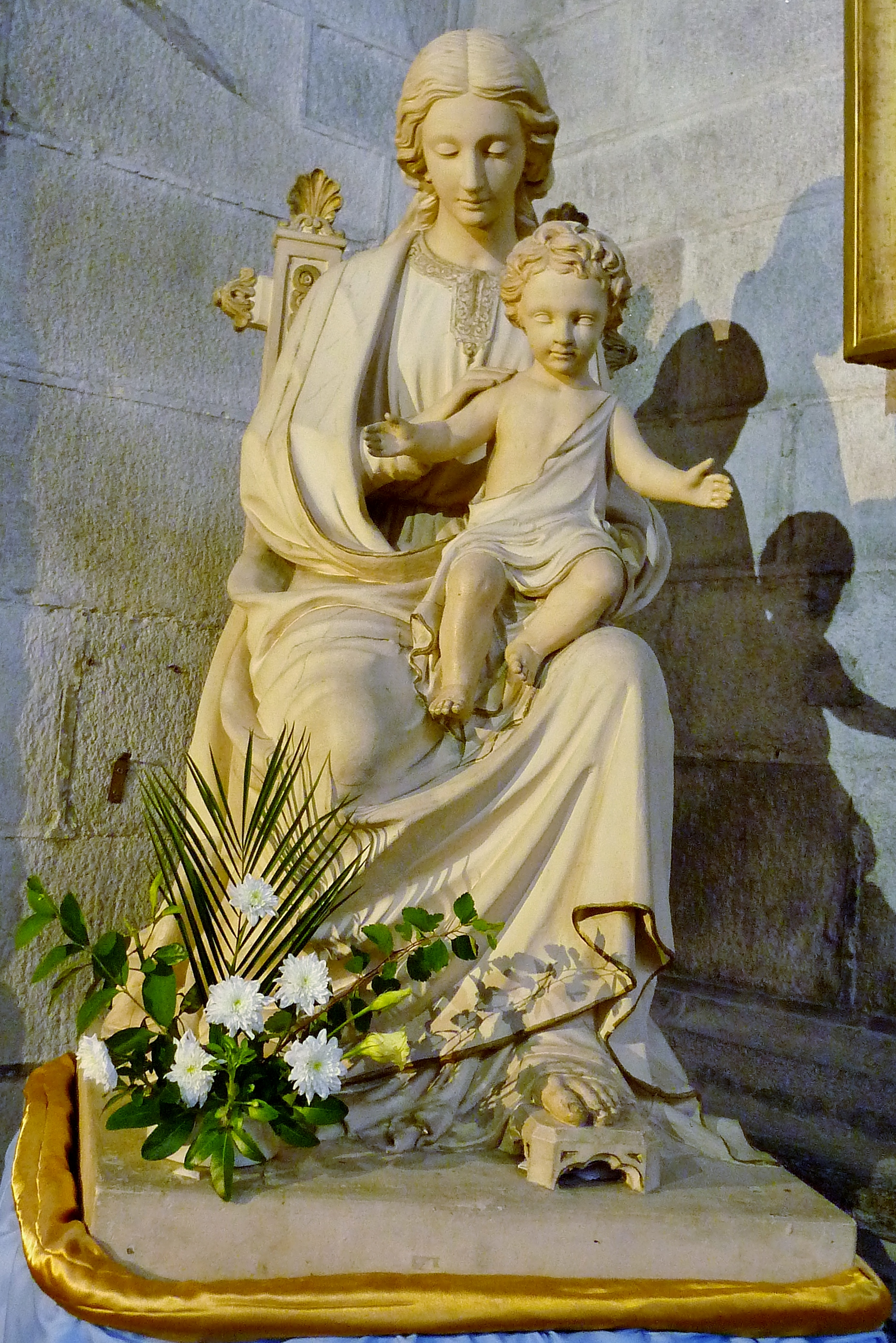
Statue de Notre-Dame-du-Méné, provenant de l'ancienne église disparue de Notre-Dame-du-Méné (XVIIe siècle).
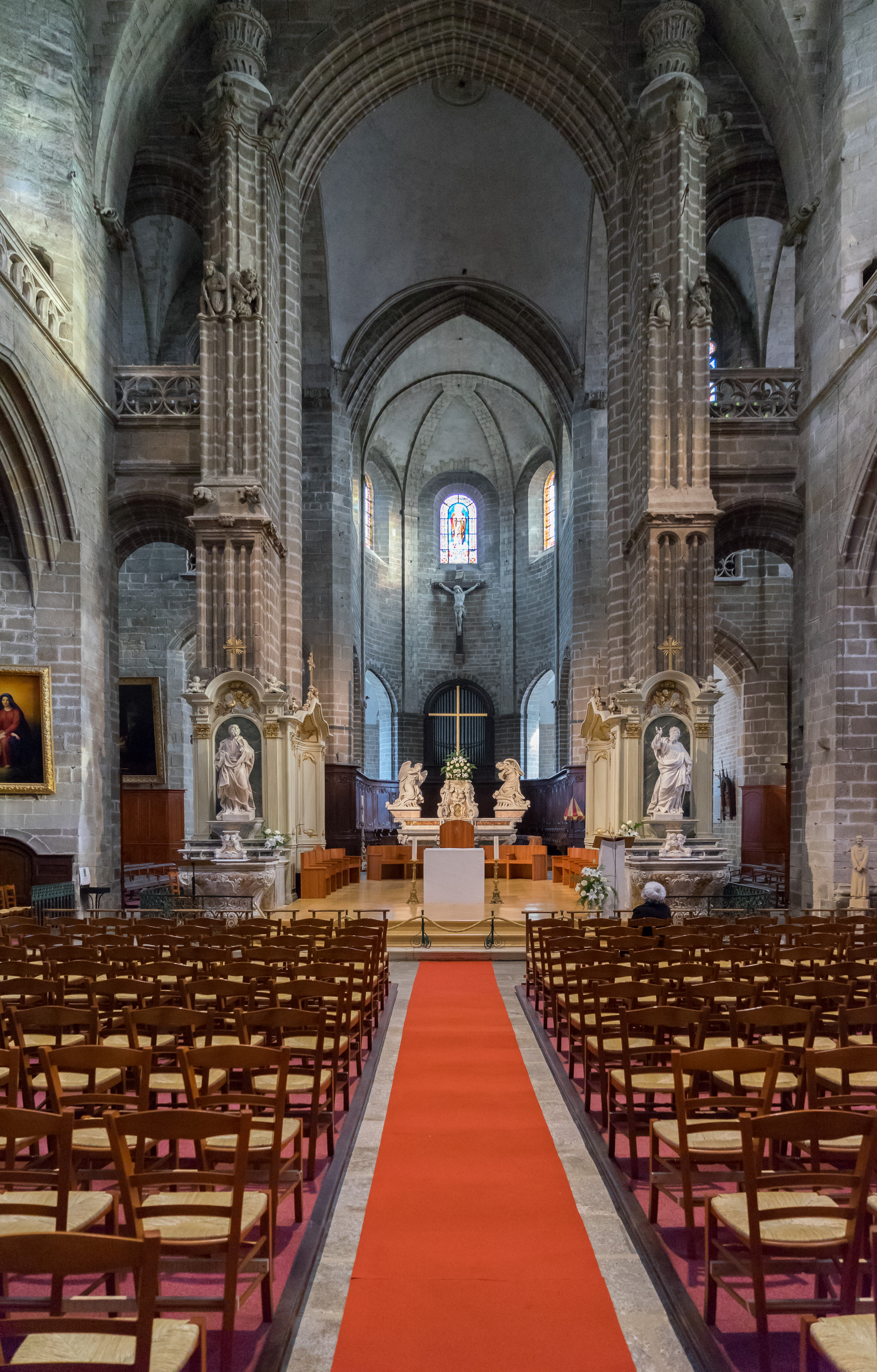
Intérieur, la nef vers le chœur.
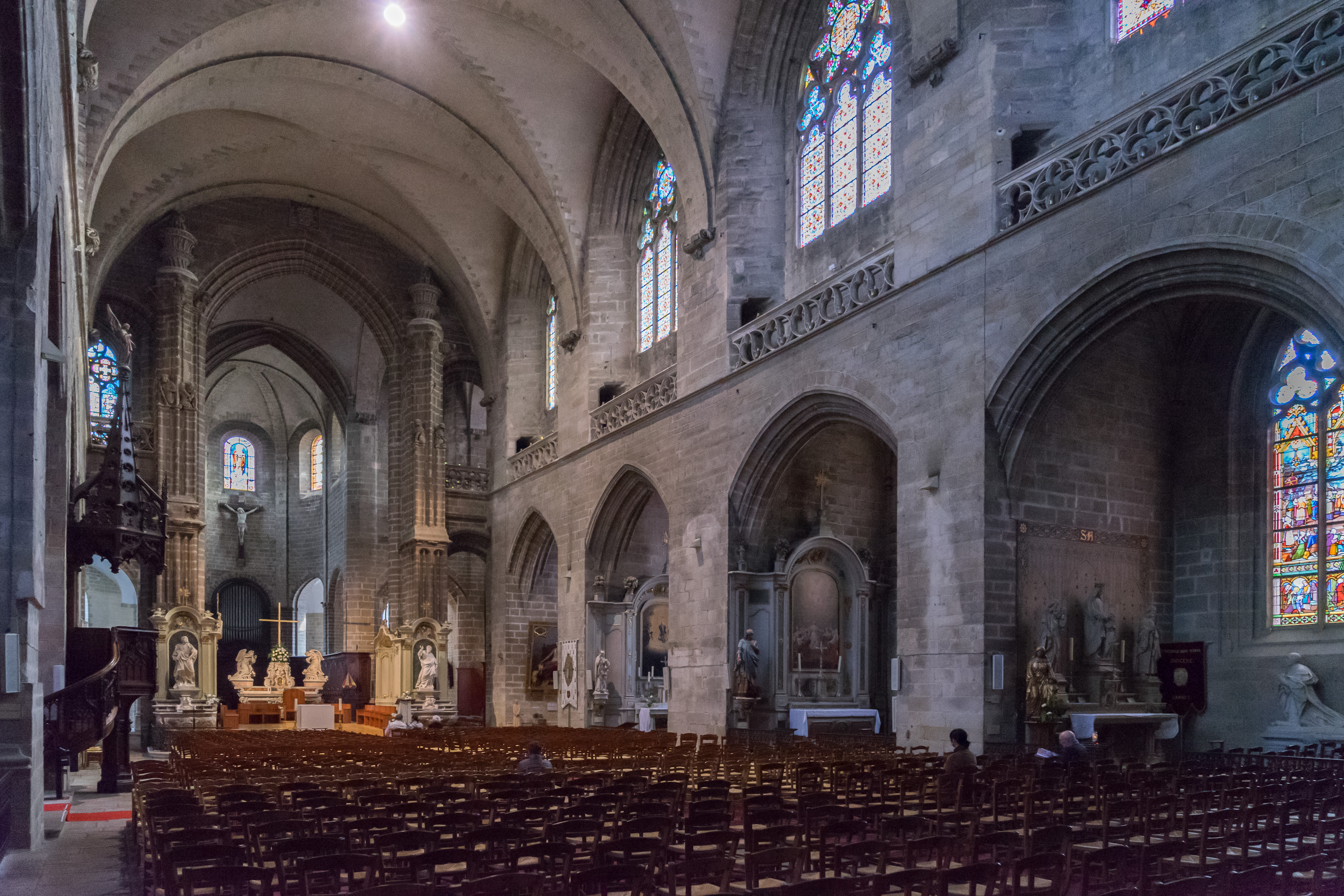
Intérieur, vue générale.
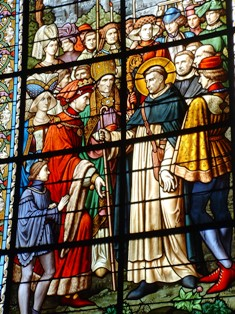
Saint Vincent Ferrier accueilli par le duc Jean V de Bretagne (vitrail de la chapelle absidale).